# Хохловка (музей)

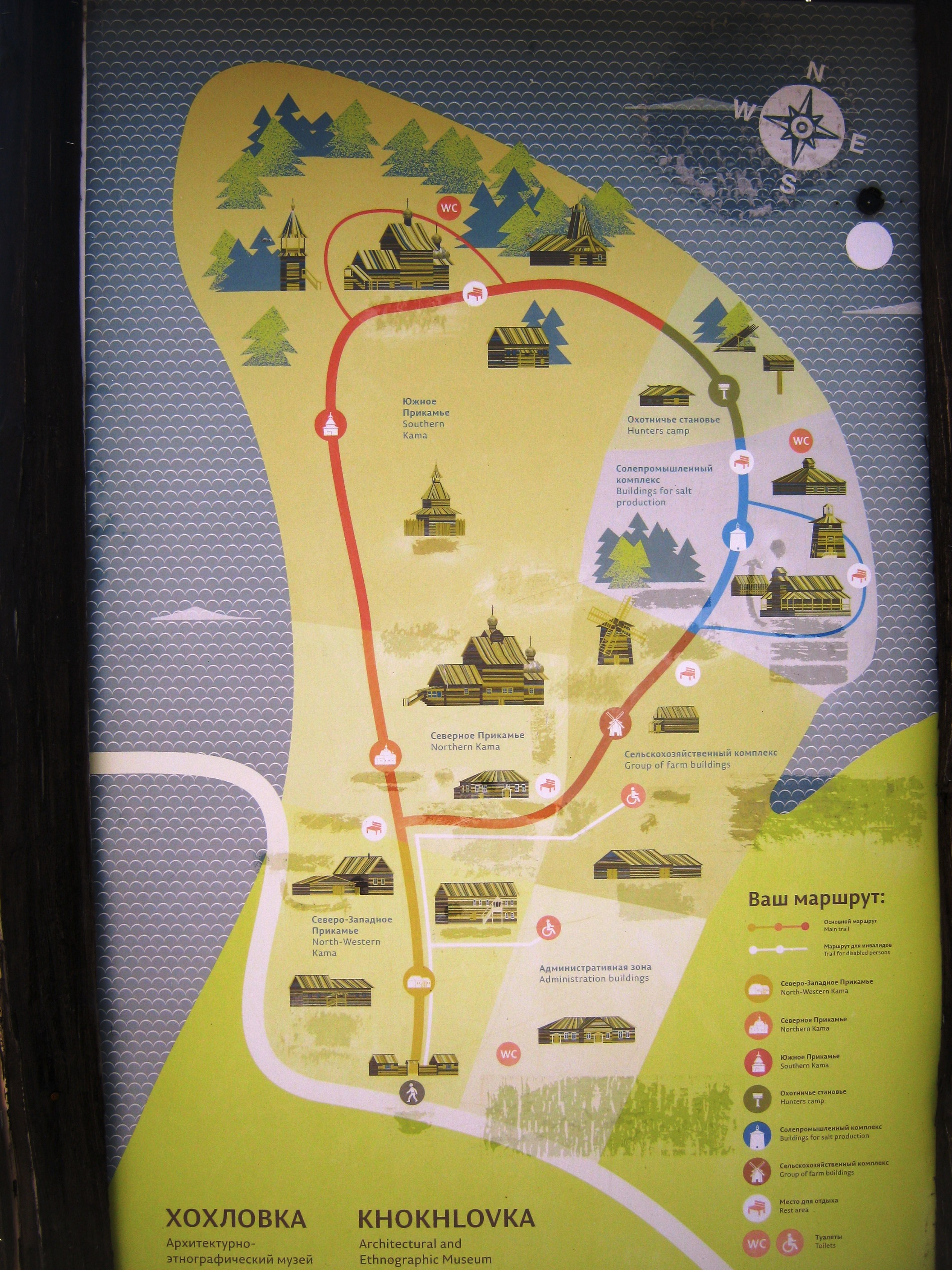
Схема музея.

Хо́хловка — архитектурно-этнографический музей в Пермском крае, основанный в 1969 году. Открыт для посетителей 17 сентября 1980 года. Музей расположен на живописном берегу реки Камы в 43 км к востоку от Перми, в пределах села Хохловка. Это первый на Урале музей деревянного зодчества под открытым небом. В его составе 23 уникальных памятника конца XVII — первой половины XX веков. На территории площадью 35 гектаров находятся различные деревянные здания и сооружения, привезённые сюда из различных мест Пермского края и представляющие собой лучшие образцы народной строительной и художественной культуры региона. Во многих памятниках размещены этнографические интерьеры и выставочные комплексы. АЭМ «Хохловка» является филиалом Пермского краеведческого музея.
Музей «Хохловка» является одним из крупнейших центров притяжения туристов в Пермском крае. За последние годы в музее проведено укрепление берегов залива и благоустройство набережной, установлены мачты освещения. Для гостей музея открыта чайная. В то же время, в музее не появляется новых памятников, а многие существующие объекты требуют серьёзной реставрации. Также недостаточно развита туристическая инфраструктура в зоне музея.
15 февраля 2017 года музей передан из собственности Российской Федерации в собственность Пермского края.

## Собрание музея
| наименование объекта      | дата создания                  | место происхождения             |
| ------------------------- | ------------------------------ | ------------------------------- |
| Изба Кудымова             | середина XIX в.                | д. Яшкино Юсьвинского района    |
| Дом усадьбы Светлакова    | 1920                           | д. Дёма Кочёвского района       |
| Церковь Преображения      | 1702                           | с. Янидор Чердынского района    |
| Сторожевая башня          | копия 1905, с оригинала 1660-х | с. Торговище Суксунского района |
| Богородицкая церковь      | 1694                           | с. Тохтарёво Суксунского района |
| Колокольня                | 1781                           | д. Сыра Суксунского района      |
| Изба Игошева              | конец XIX в.                   | д. Грибаны Уинского района      |
| Пожарное депо             | первая треть XX в.             | д. Скобелевка Пермского района  |
| Охотничье становье        | 1996                           |                                 |
| Михайловский соляной ларь | 1880-е                         | г. Соликамск                    |
| Никольский соляной амбар  | 1880-е                         | г. Соликамск                    |
| Ветряная мельница         | XIX в.                         | д. Шихири Очёрского района      |
| Амбар для зерна           | 1906                           | с. Хохловка Пермского района    |
| Гумно с овином            | 1920                           | с. Ошиб Кудымкарского района    |

## Мероприятия в музее
На территории музея регулярно проходят различные фестивали и праздники русской народной культуры.

### 1980 год
- август  —  Съемки полнометражного художественного фильма "Против течения" Свердловской киностудии.

### 1985 год
- 21-23 июня  —  Молодёжный фольклорный фестиваль

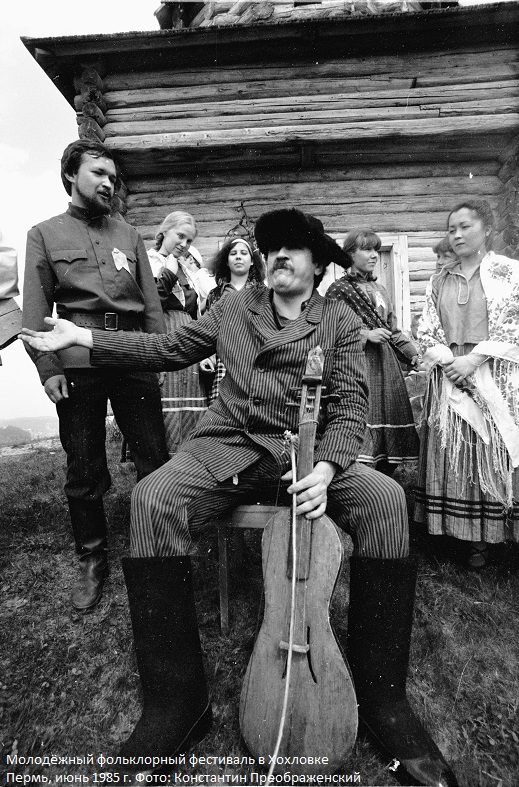
Молодёжный фольклорный фестиваль в Хохловке, Пермь, июнь 1985 г.

### 1987 год
- 27-28 июня  —  VII Молодёжный фольклорный фестиваль

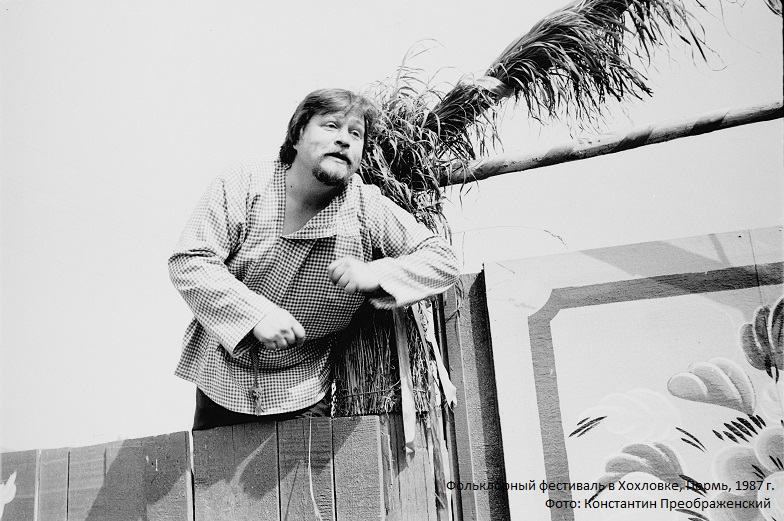
VII Молодёжный фольклорный фестиваль в Хохловке, Пермь, июнь 1987 г.

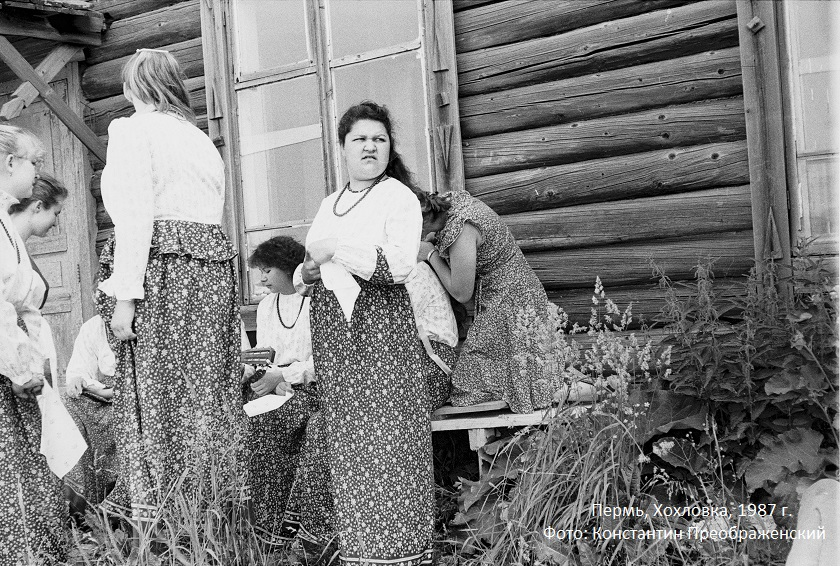
Хохловка, 1987 г.

### 2006 год
- 6 августа — первый международный этнофутуристический фестиваль «Камва — 2006»[2]

### 2007 год
- 27 мая — праздник «Троицкие гуляния»
- 2 августа — второй международный этнофутуристический фестиваль «Камва — 2007» (Праздник «Нового Хлеба»)[3]
- 4-5 августа — первый межрегиональный военно-исторический фестиваль «Большие манёвры на Хохловских холмах»[4]
- 22 сентября — праздник «Три встречи осени» (закрытие сезона)[5]

### 2008 год
- 9 марта — фольклорный праздник «Проводы Масленицы»[6]
- 11 июня — праздник «Троицкие гуляния»[7]
- 5-6 июля — второй межрегиональный военно-исторический фестиваль «Большие манёвры на Хохловских холмах»[8]
- 2 августа — третий международный этнофутуристический фестиваль «Камва — 2008» (Праздник «Нового Хлеба»)[9][10]

### 2009 год
- 1 марта — фольклорный праздник «Проводы Масленицы»[11]
- 7 июня — праздник «Троицкие гуляния»[12]
- 26 июля — третий межрегиональный военно-исторический фестиваль «Большие манёвры на Хохловских холмах»[13]
- 2 августа — четвёртый международный этнофутуристический фестиваль «Камва — 2009» (Праздник «Нового Хлеба»)[14]
- 8 августа — концерт-экскурсия «Камских вод звезда…». Музыкально-краеведческий проект цикла «Музыка старинных особняков» Пермской краевой филармонии и Пермского краеведческого музея.

### 2010 год
- 6 января — народное гуляние «Новогодние забавы»
- 17 февраля — фольклорный праздник «Проводы Масленицы»[15]
- 9 мая — патриотическая акция в честь 65-летия Победы
- 23 мая — открытие юбилейного 30-го музейного сезона
- 20 июня — первый фестиваль хоров «Певчевское поле Прикамья»[16]
- 3-4 июля — первый международный музыкальный фестиваль «Движение»[17][18][19]
- 1 августа — пятый международный этнофутуристический фестиваль «Камва — 2010»[20]

### 2011 год
- 2-3 июля — второй международный музыкальный фестиваль «Движение»[21]
- 24 июля — IV межрегиональный военно-исторический фестиваль «Большие манёвры на Хохловских холмах»[22]

### 2012 год
- 4-5 августа — V межрегиональный военно-исторический фестиваль «Большие манёвры на Хохловских холмах»

### 2015 год
- 1-2 августа — VIII Всероссийский фестиваль исторической реконструкции «Большие манёвры на Хохловских холмах»
- 7-9 августа — фестиваль «Камва-2015»

### 2016 год
- 30-31 июля — IX Всероссийский фестиваль исторической реконструкции «Большие манёвры на Хохловских холмах»[23]
- 5-7 августа — фестиваль «Камва-2016»[24]

### 2017 год
- 26 февраля — «Главная Масленица Пермского края»[25]
- 28-30 июля — фестиваль «Камва-2017»[26]
- 5-6 августа — X Всероссийский фестиваль исторической реконструкции «Большие манёвры на Хохловских холмах».

## Похожие объекты
Помимо «Хохловки», в Пермском крае расположены различные музеи и тематические парки под открытым небом, относящиеся к теме традиционного деревянного зодчества и имеющие экспозиции архитектурно-этнографического и краеведческого содержания.
- Архитектурно-этнографический комплекс «Сайгатка». Расположен в городе Чайковский, открыт в 1993 году при Чайковском краеведческом музее[27].
- Этнографический парк истории реки Чусовой. Расположен недалеко от города Чусовой.

## Галерея

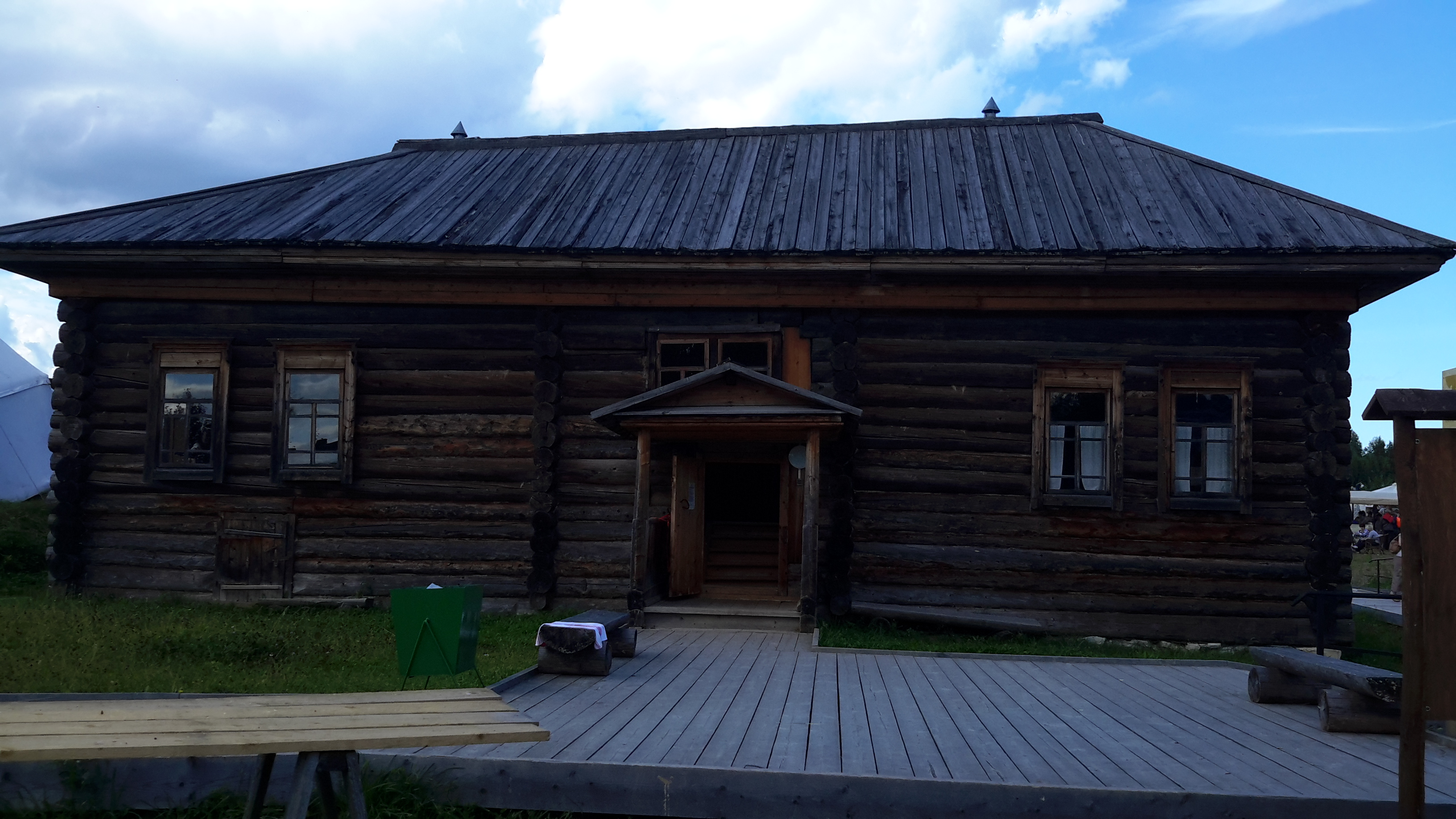
Здание музея
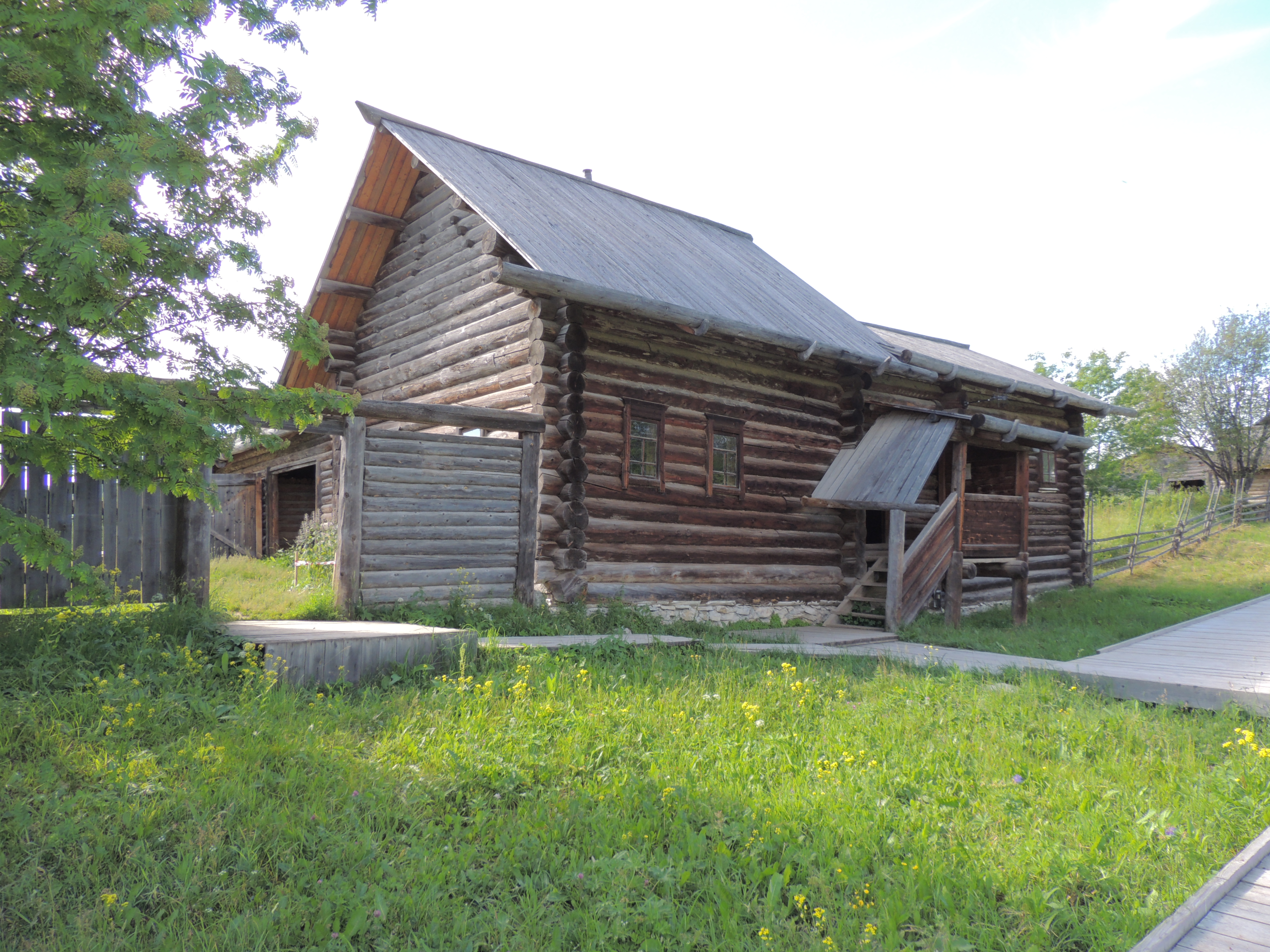
Усадьба П.И. Кудымова
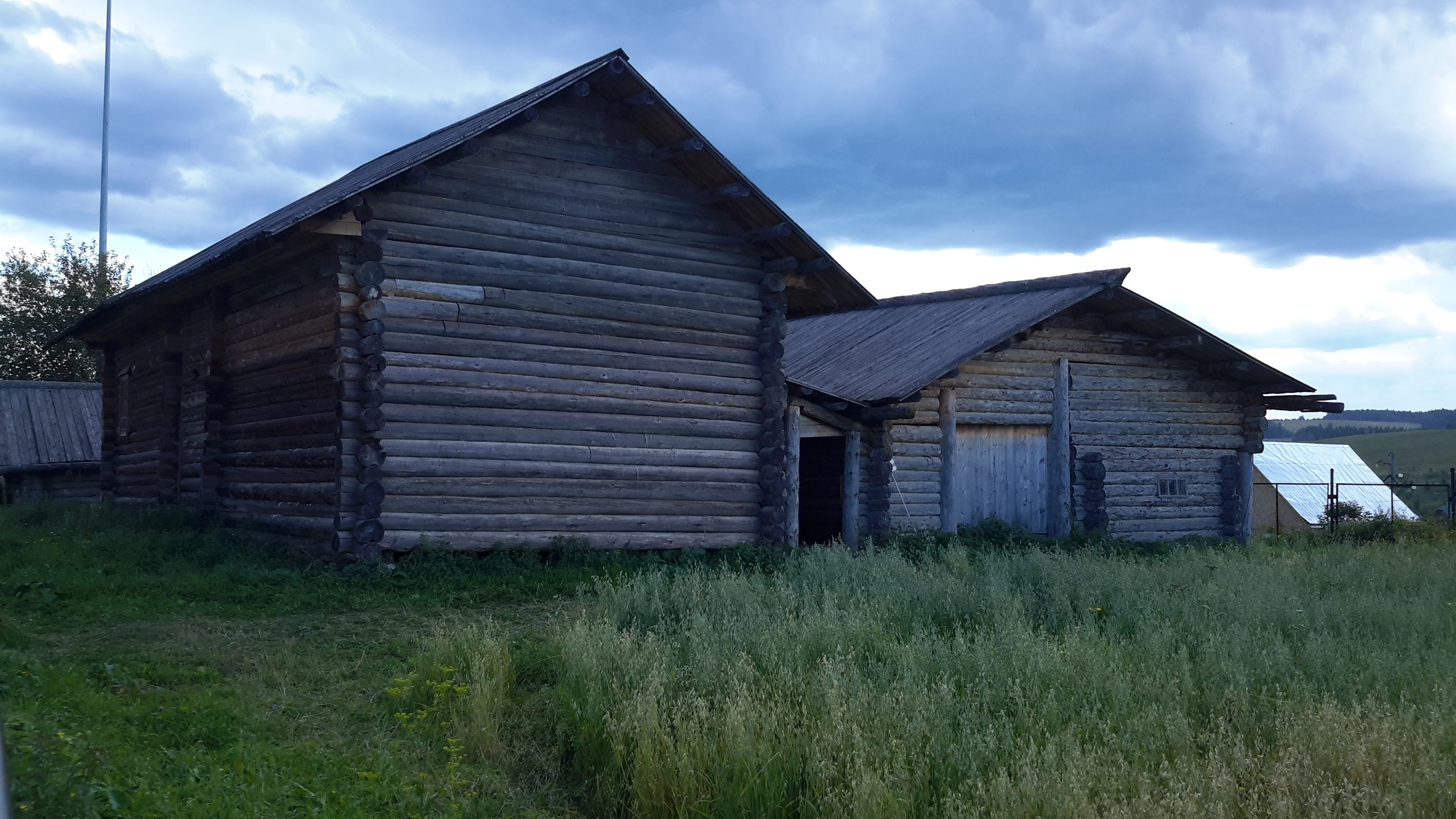
Усадьба Светлакова
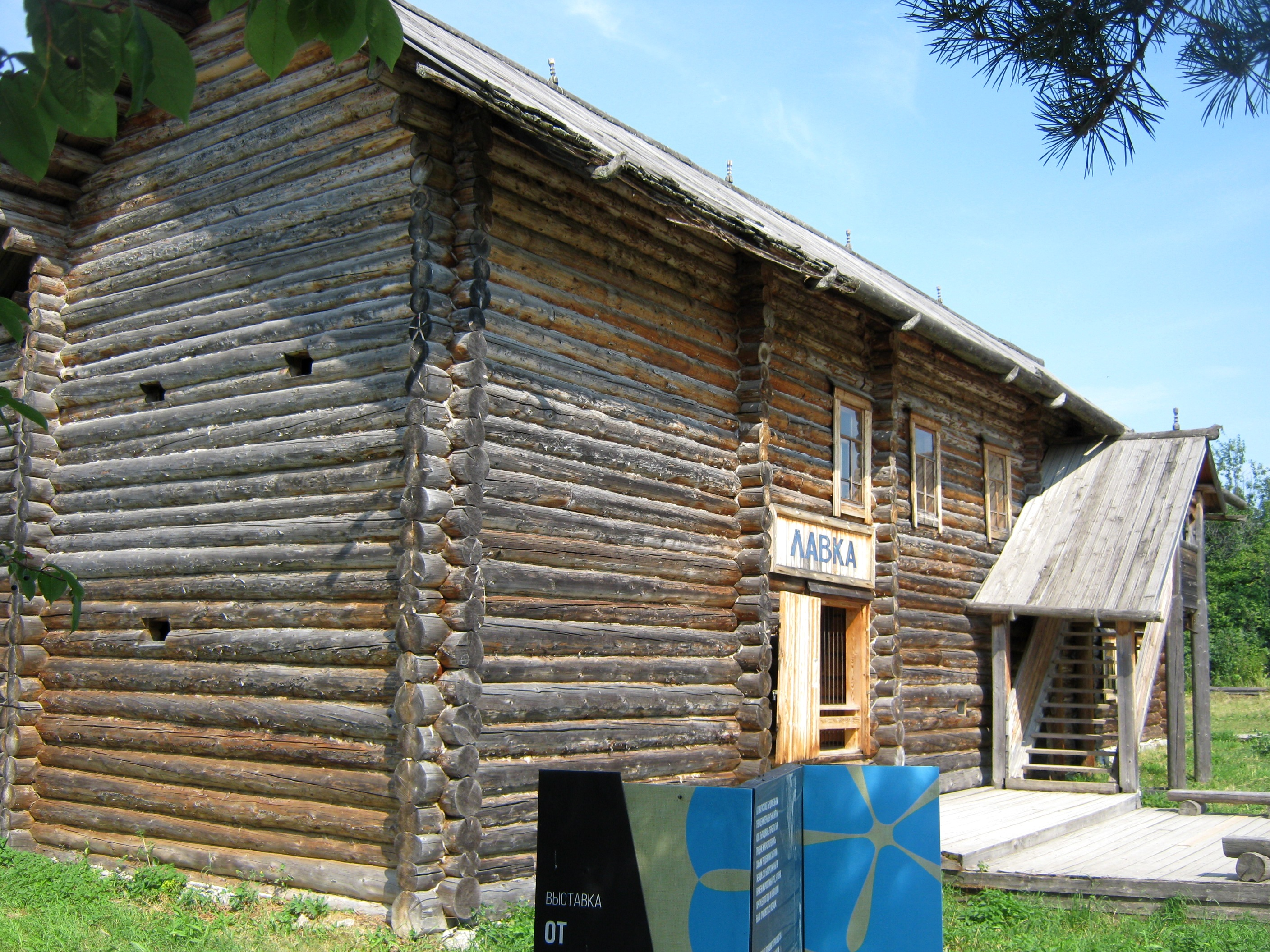
Усадьба Н.М. Баталова
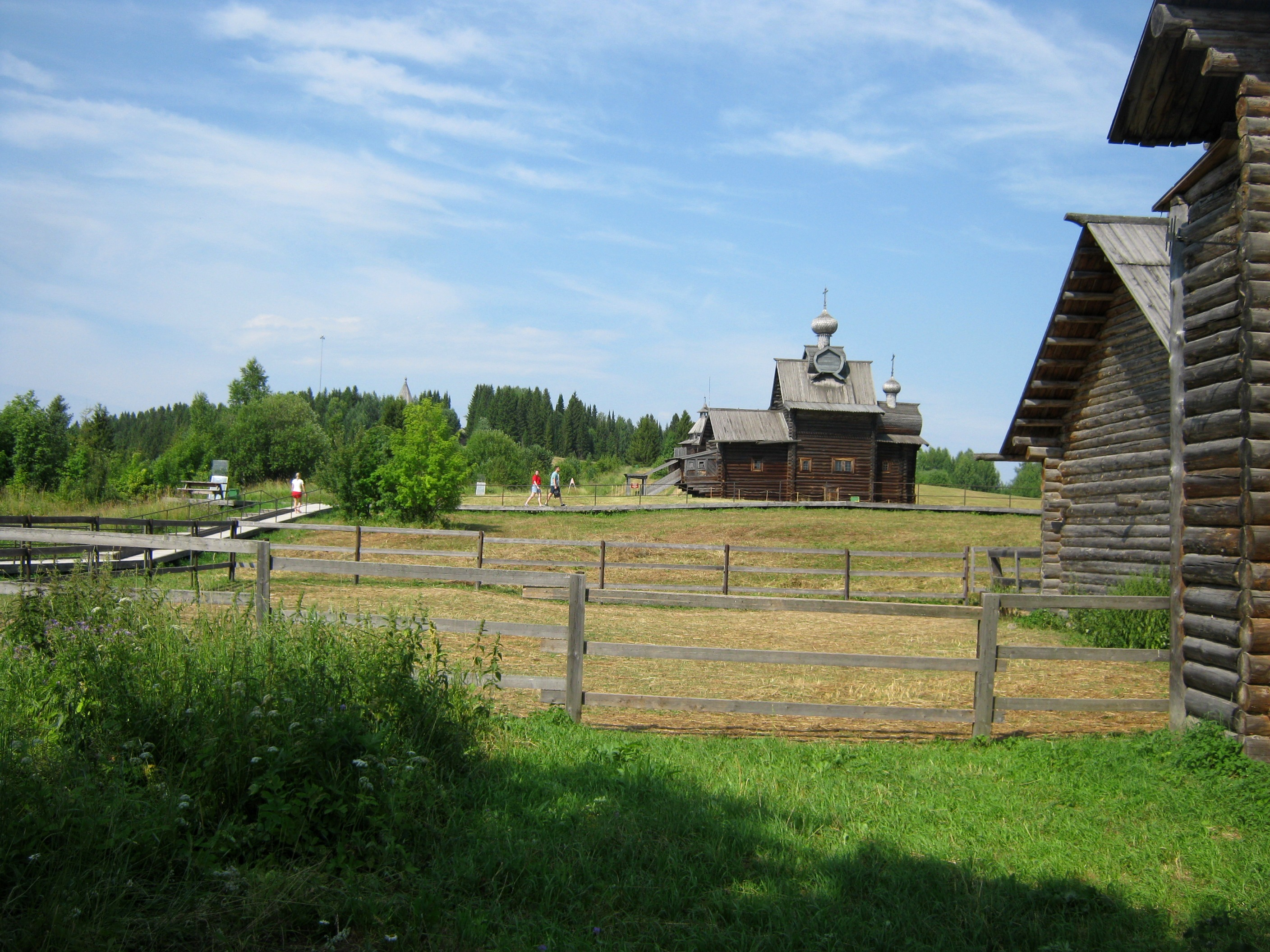
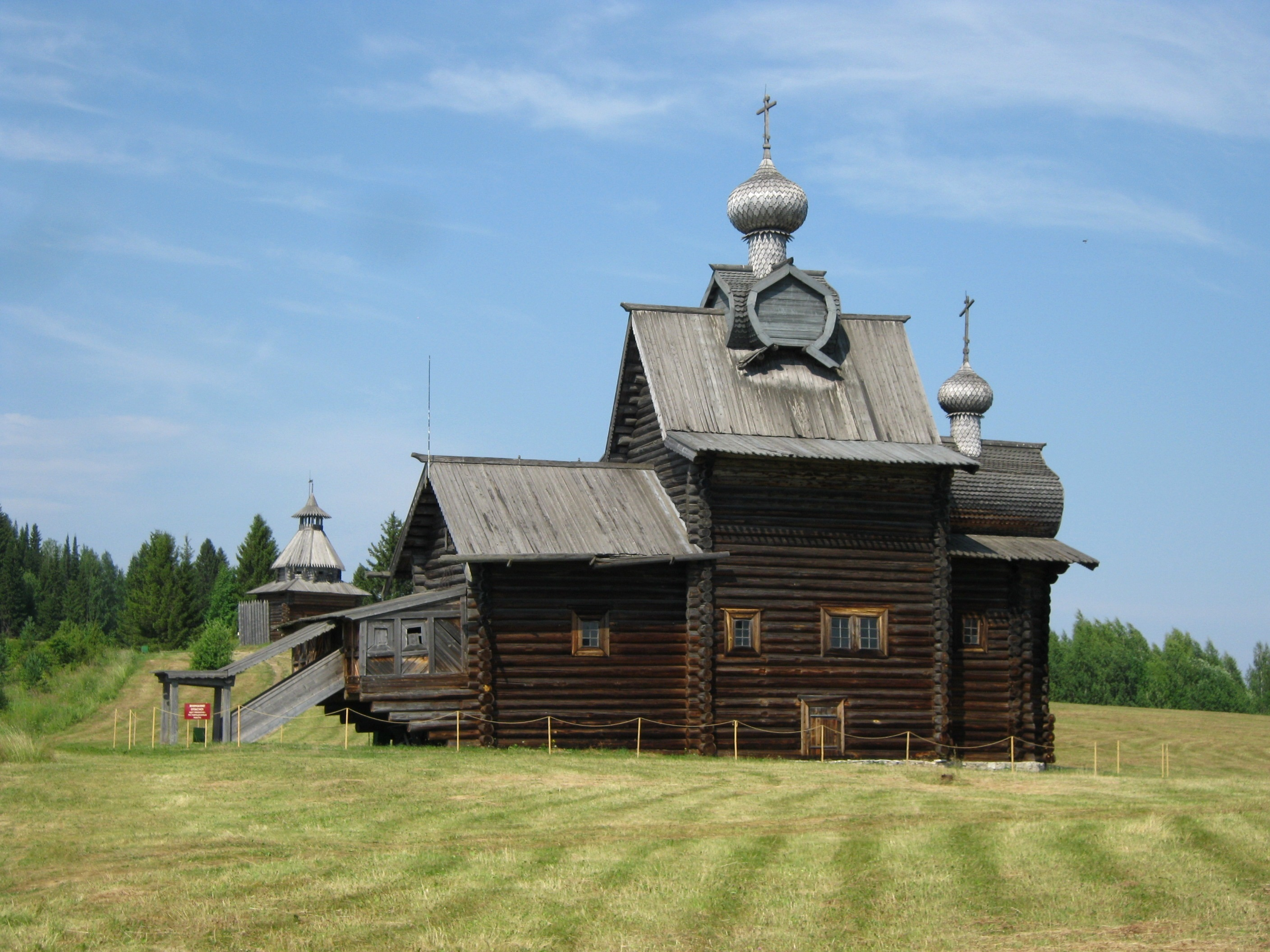
Церковь Преображения
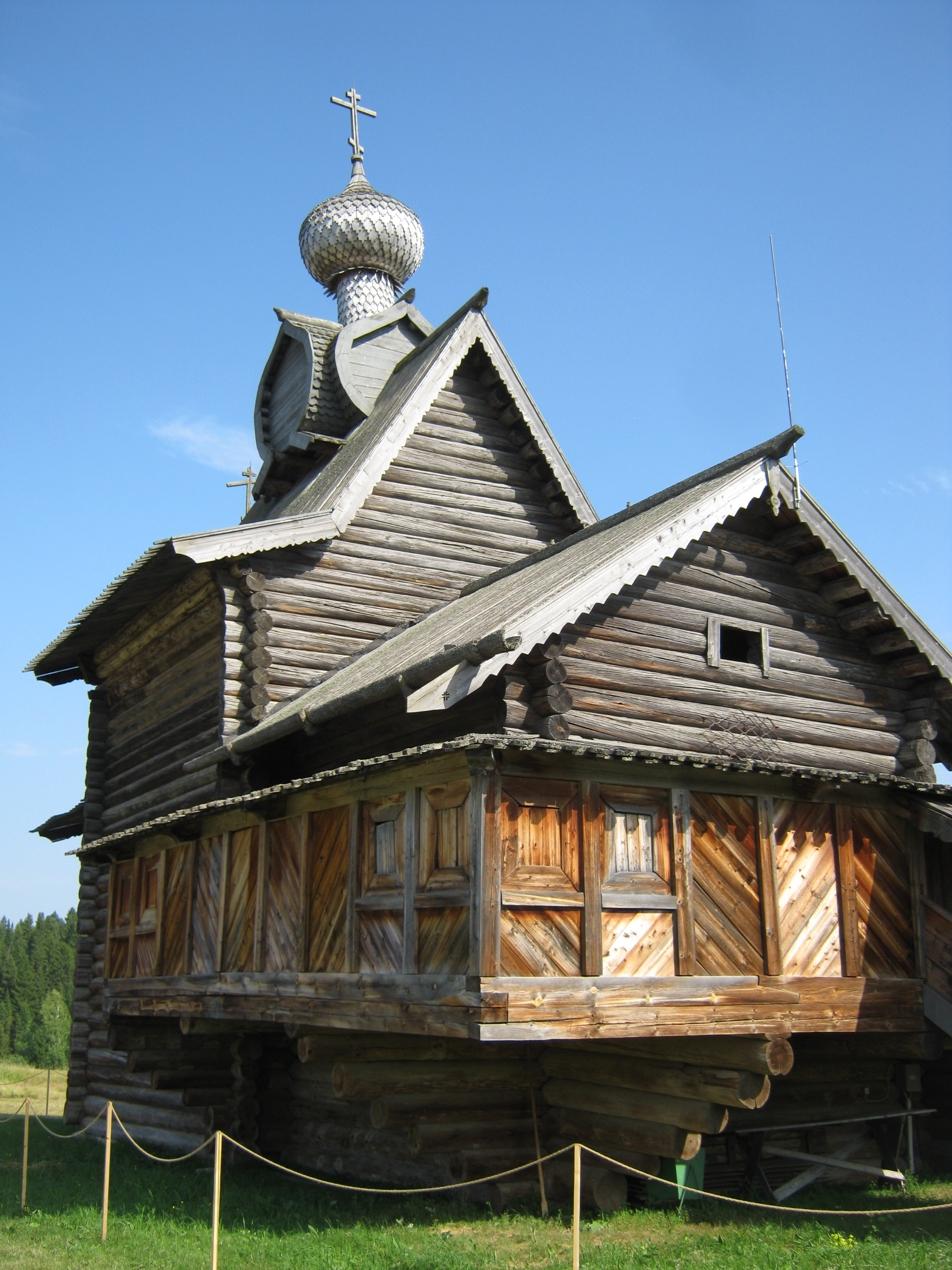
Церковь Преображения
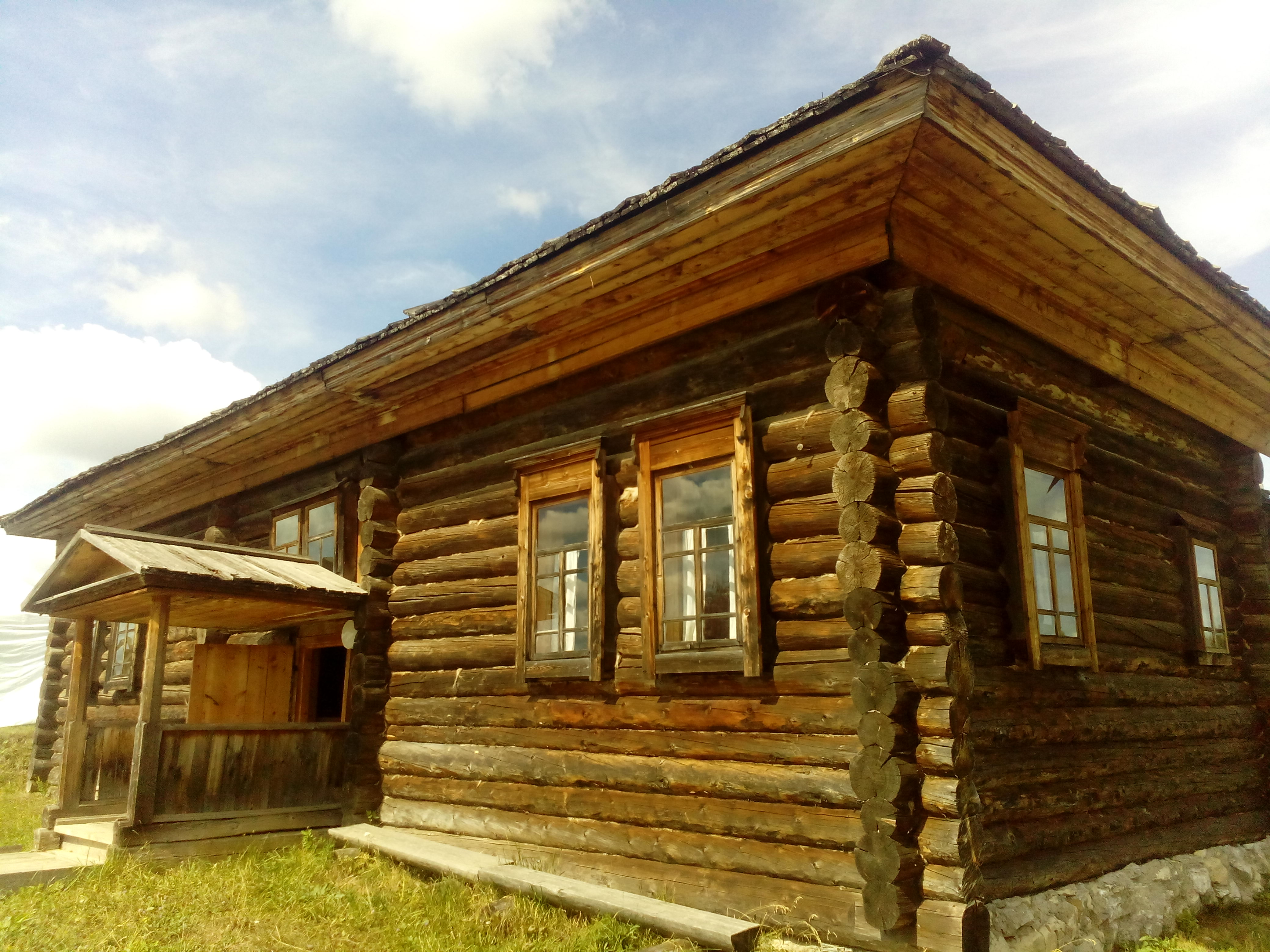
Усадьба Ф.Ф. Васильевой
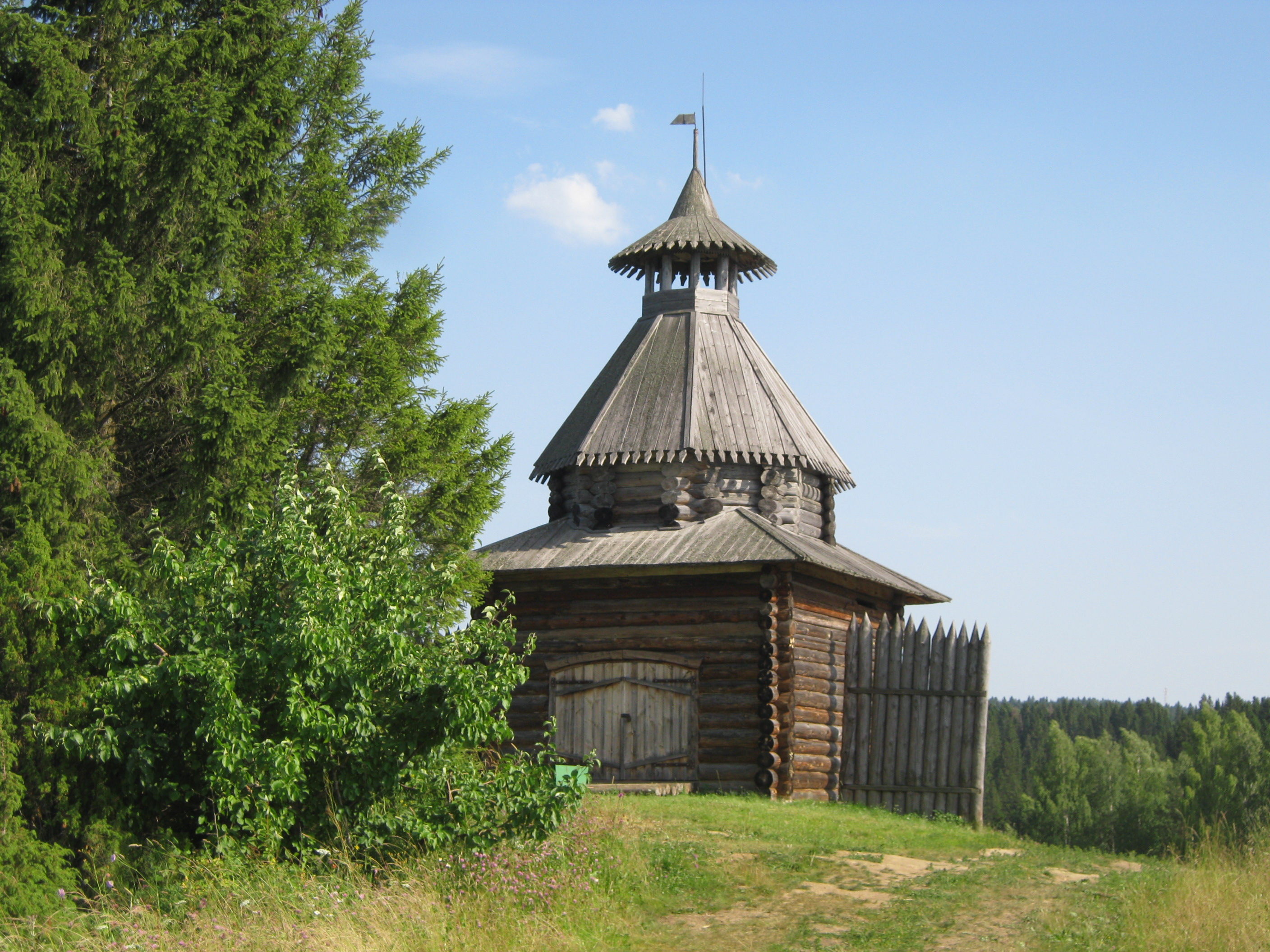
Сторожевая башня
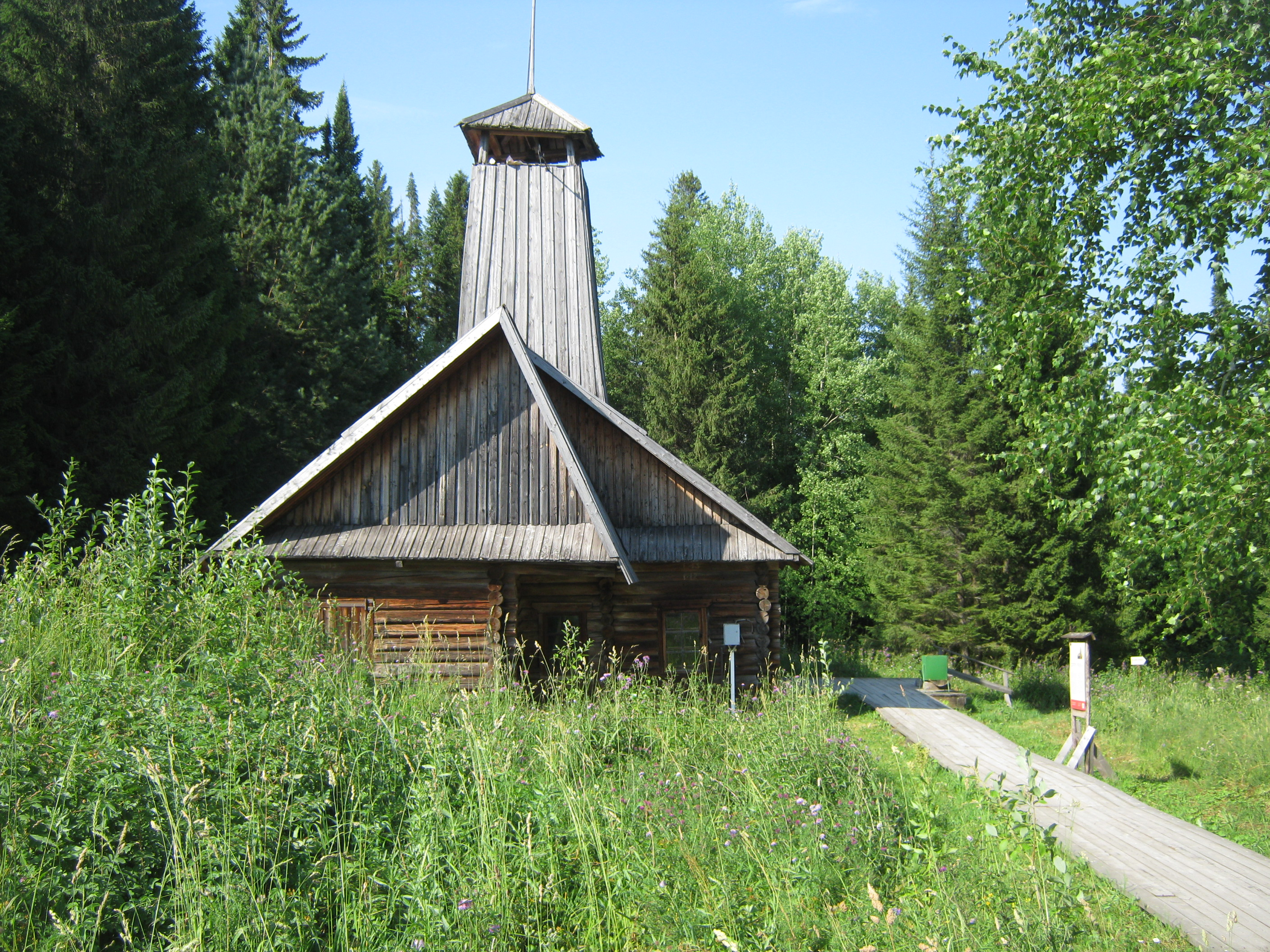
Сельское пожарное депо
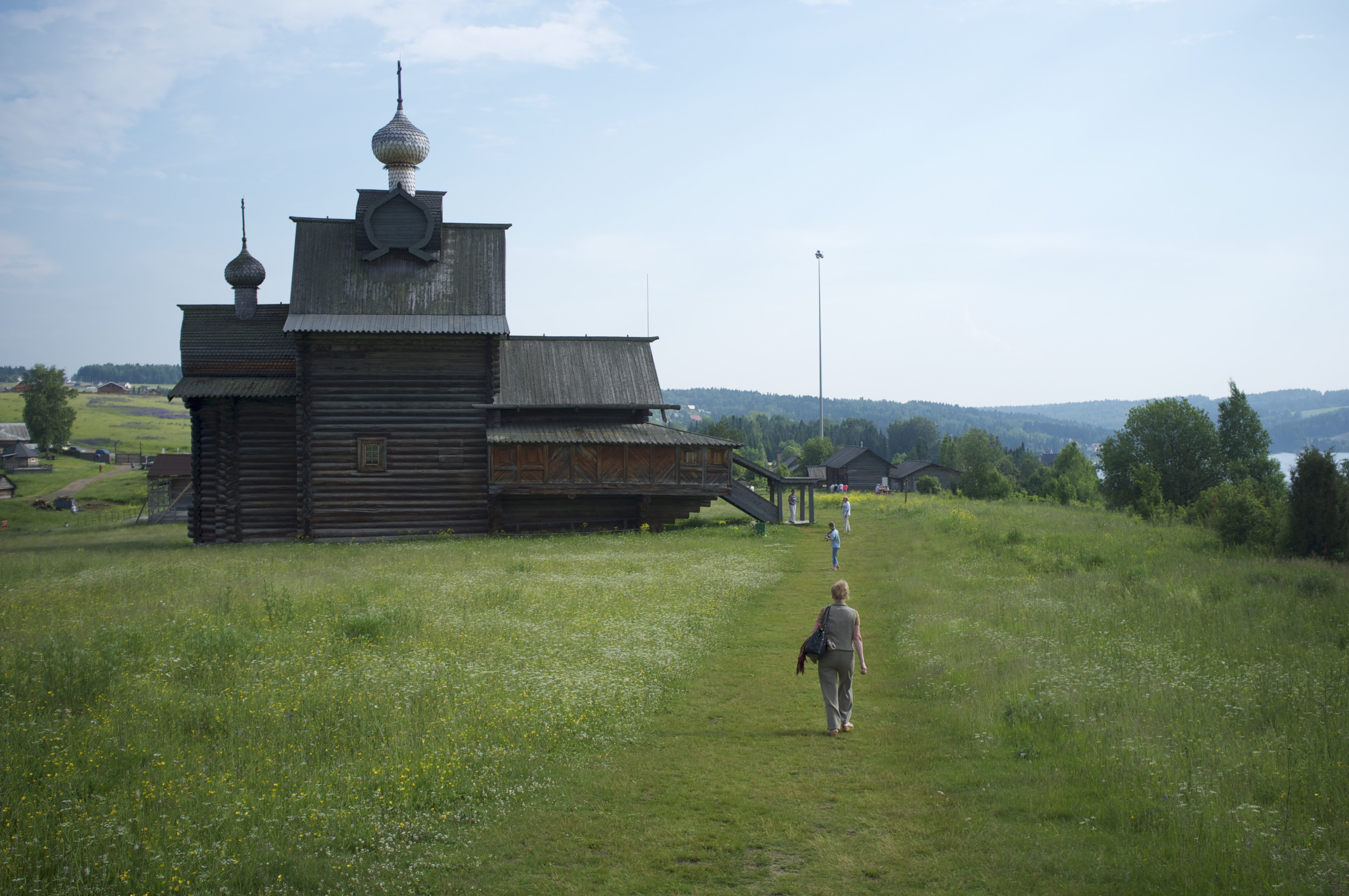
Богородицкая церковь
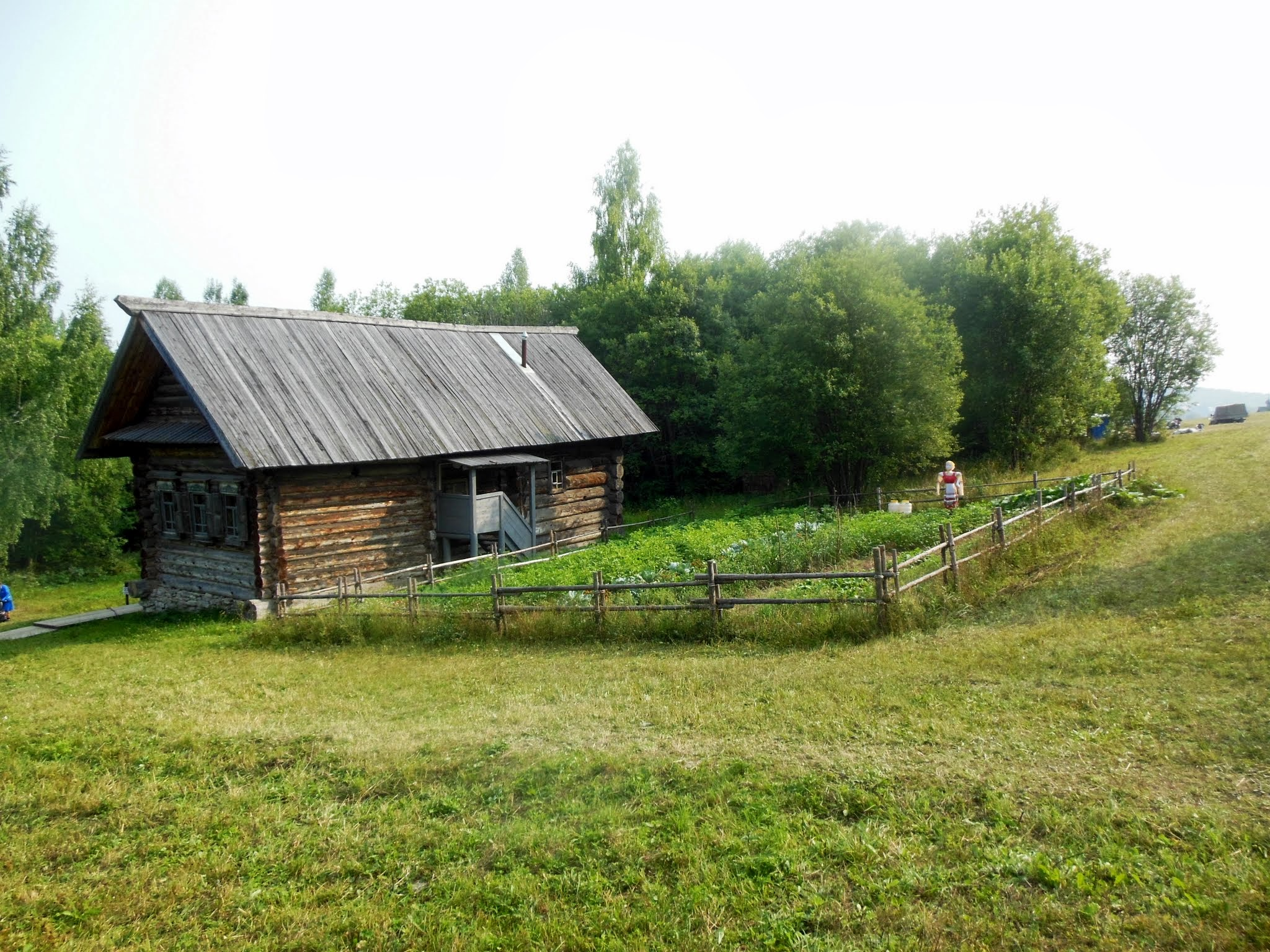
Усадьба Игошина
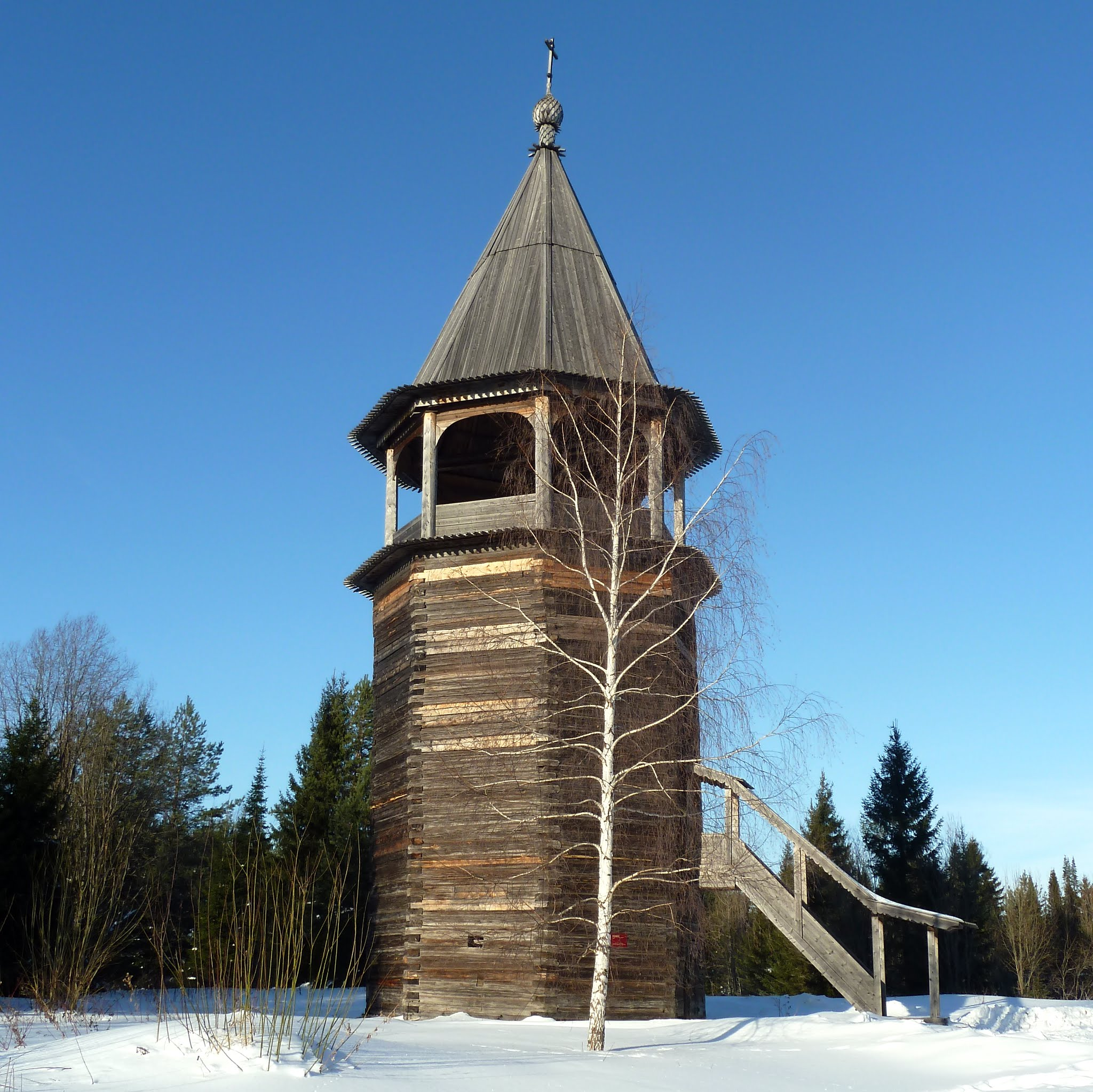
Колокольня
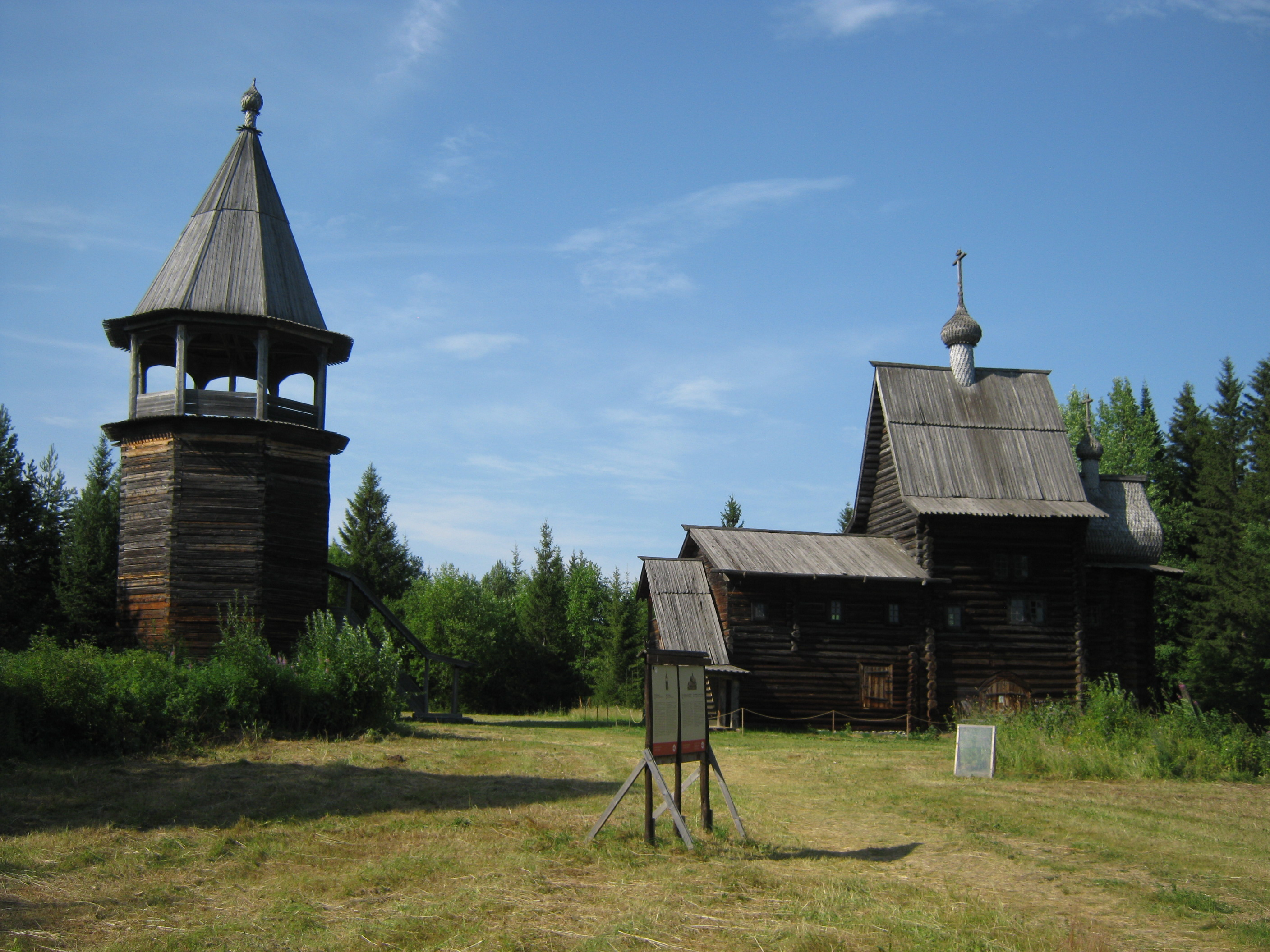
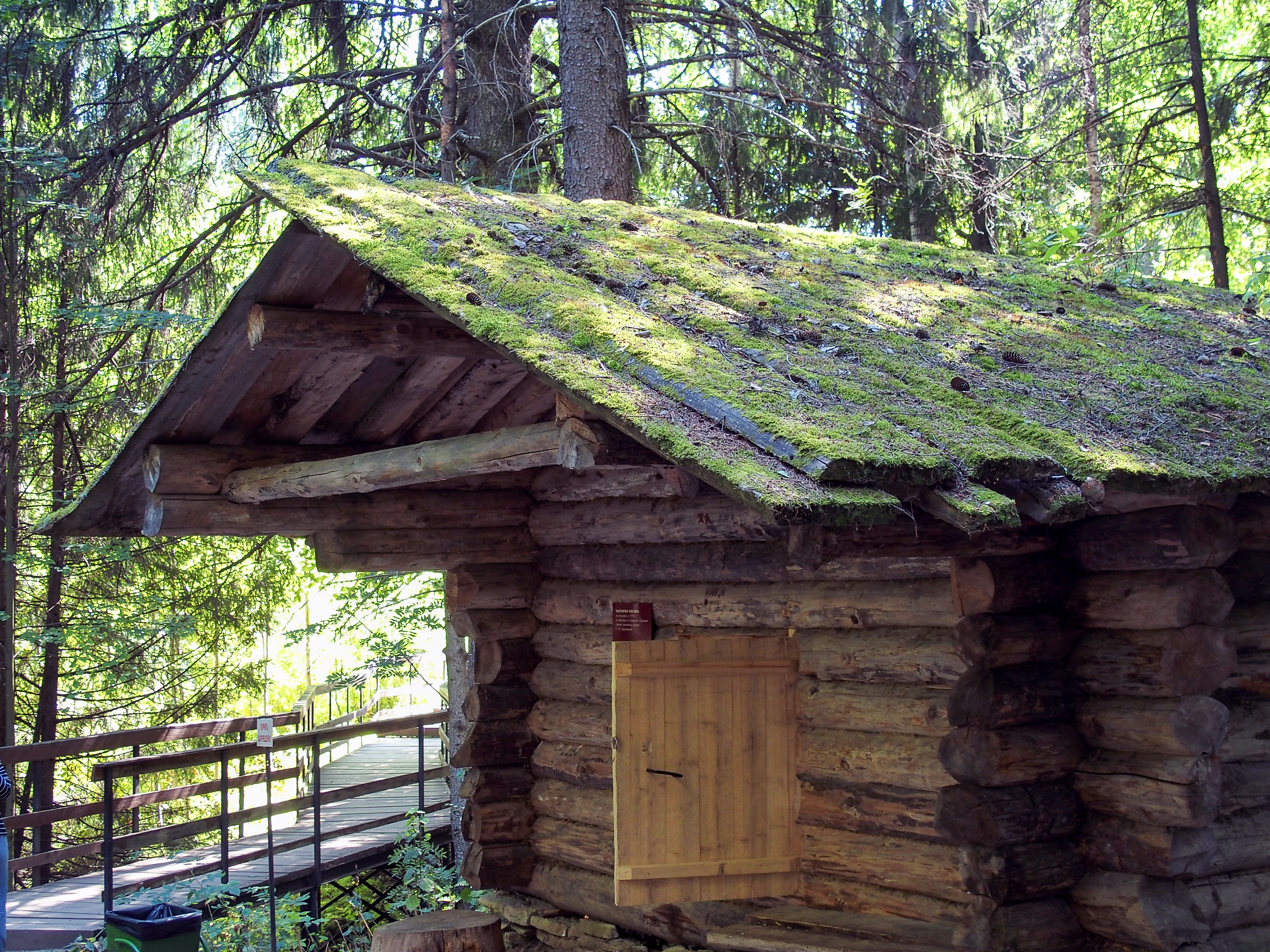
Охотничья избушка
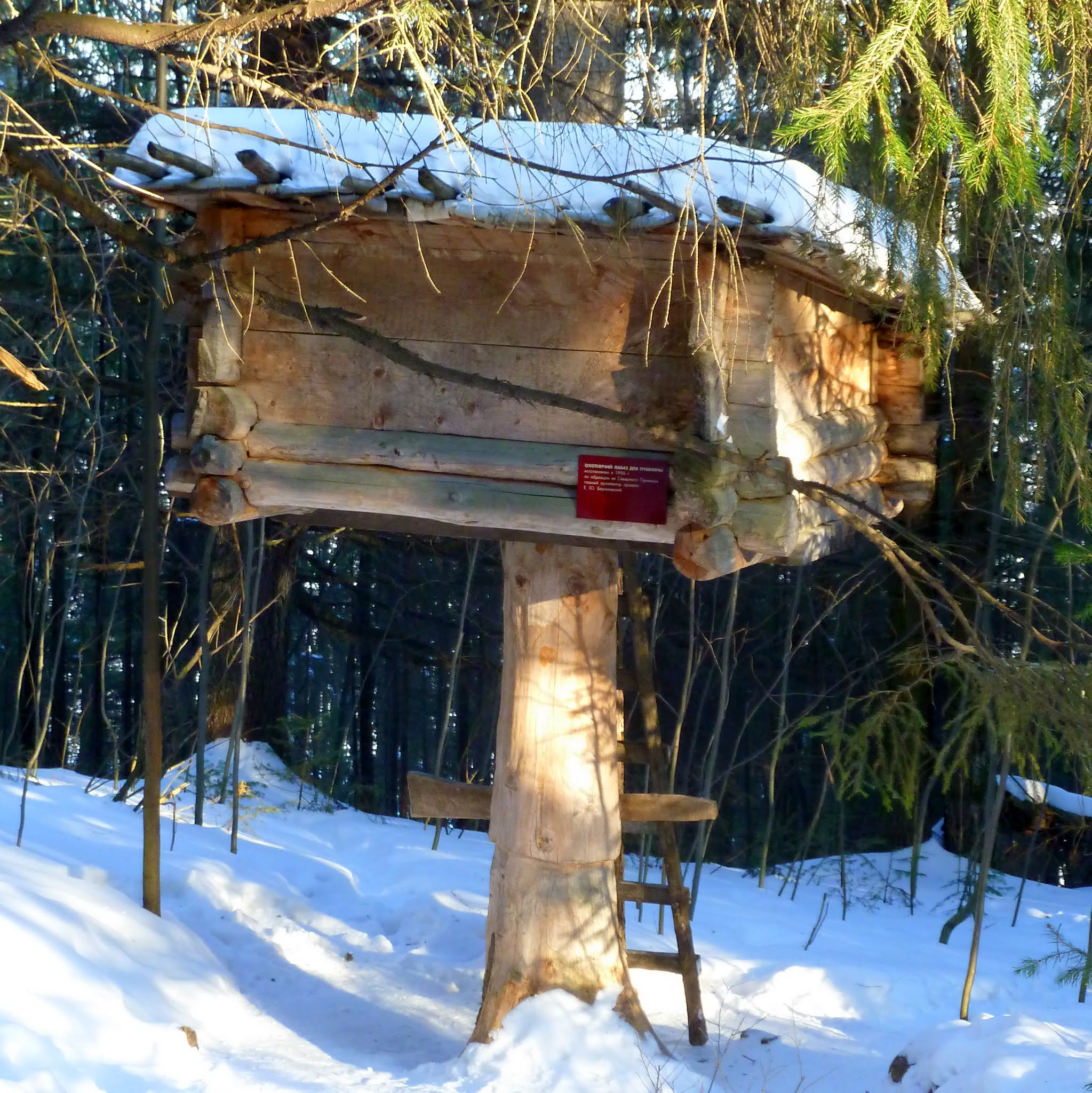
Охотничий лабаз
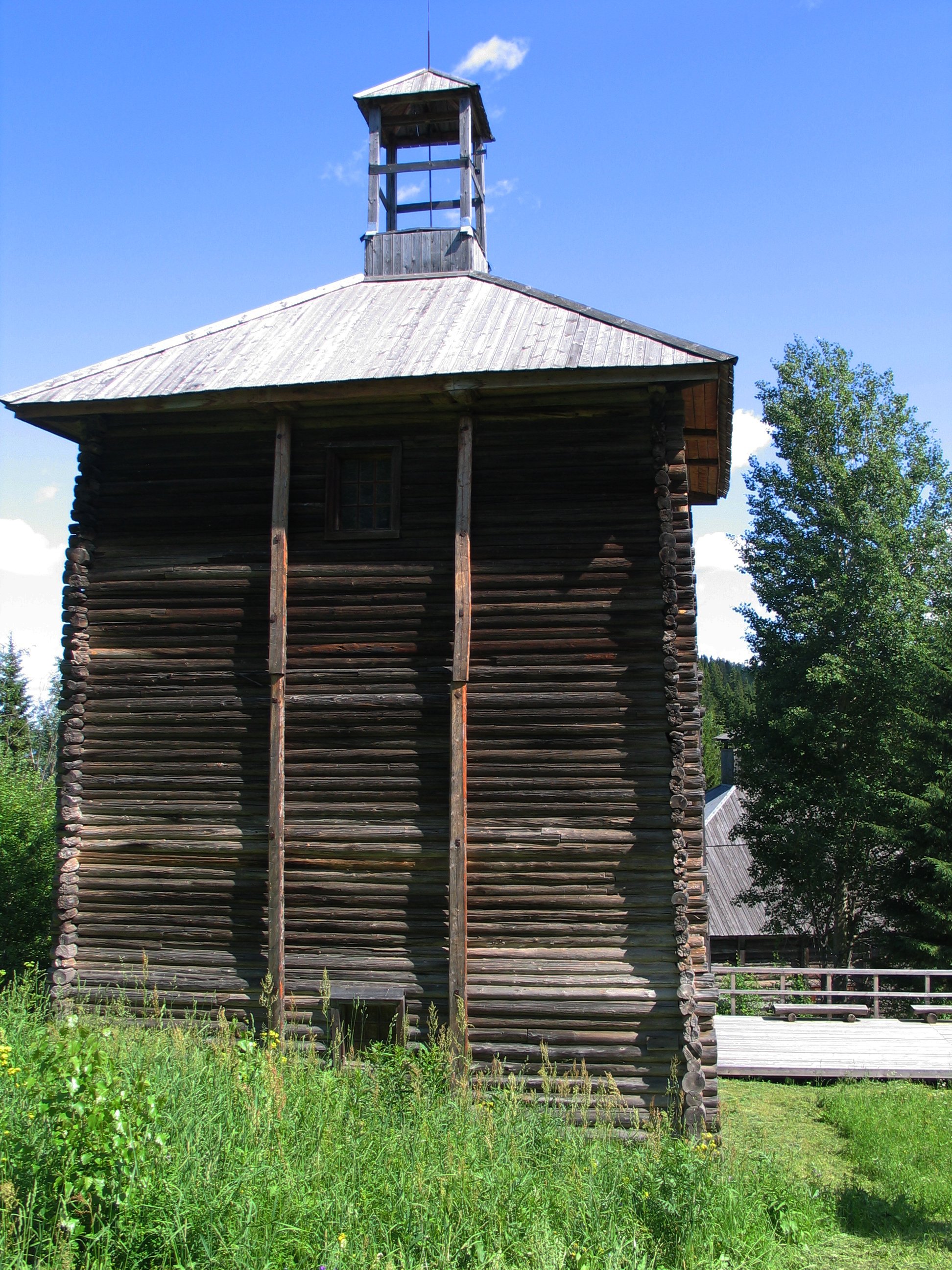
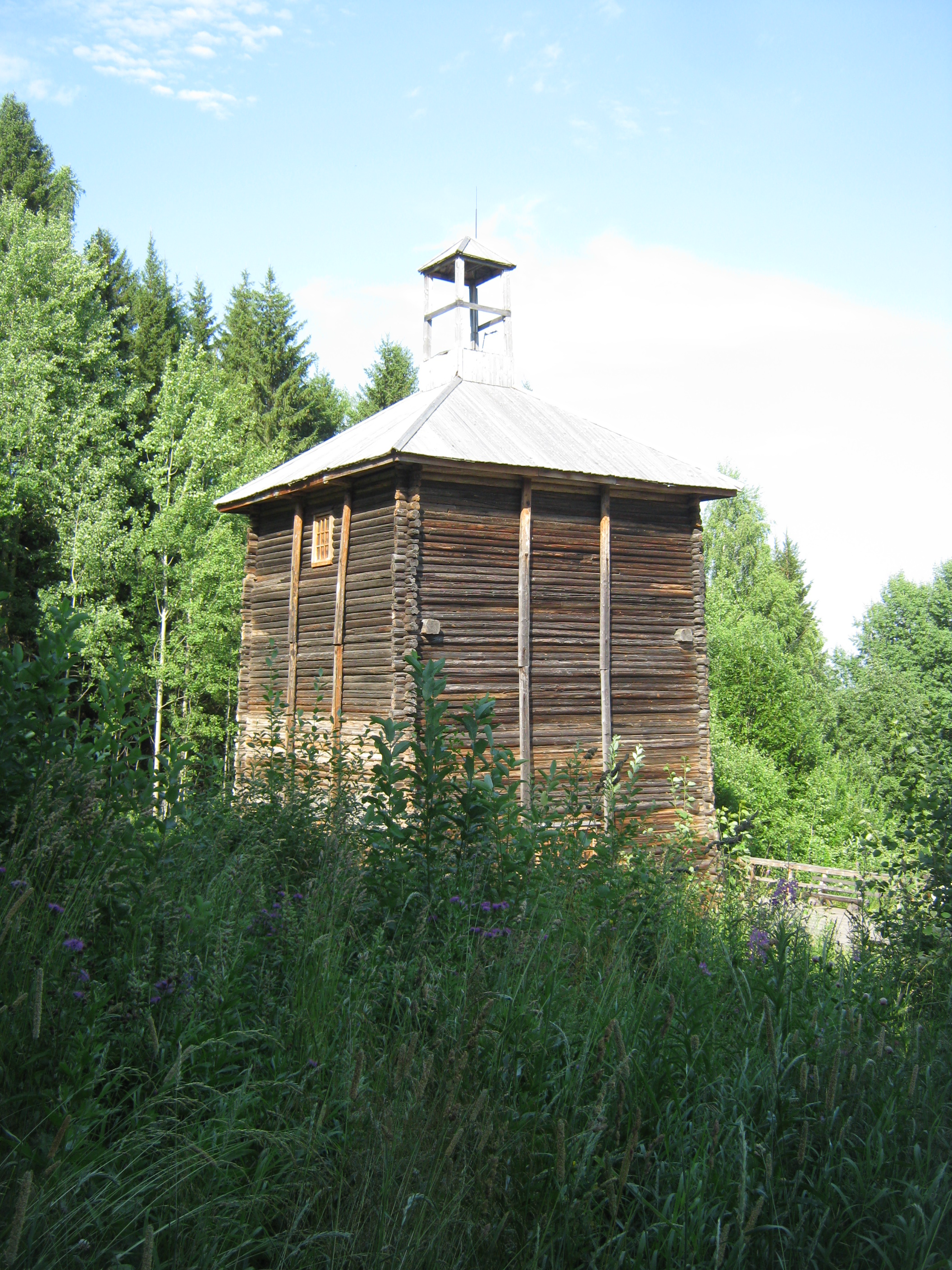
Рассолоподъемная башня
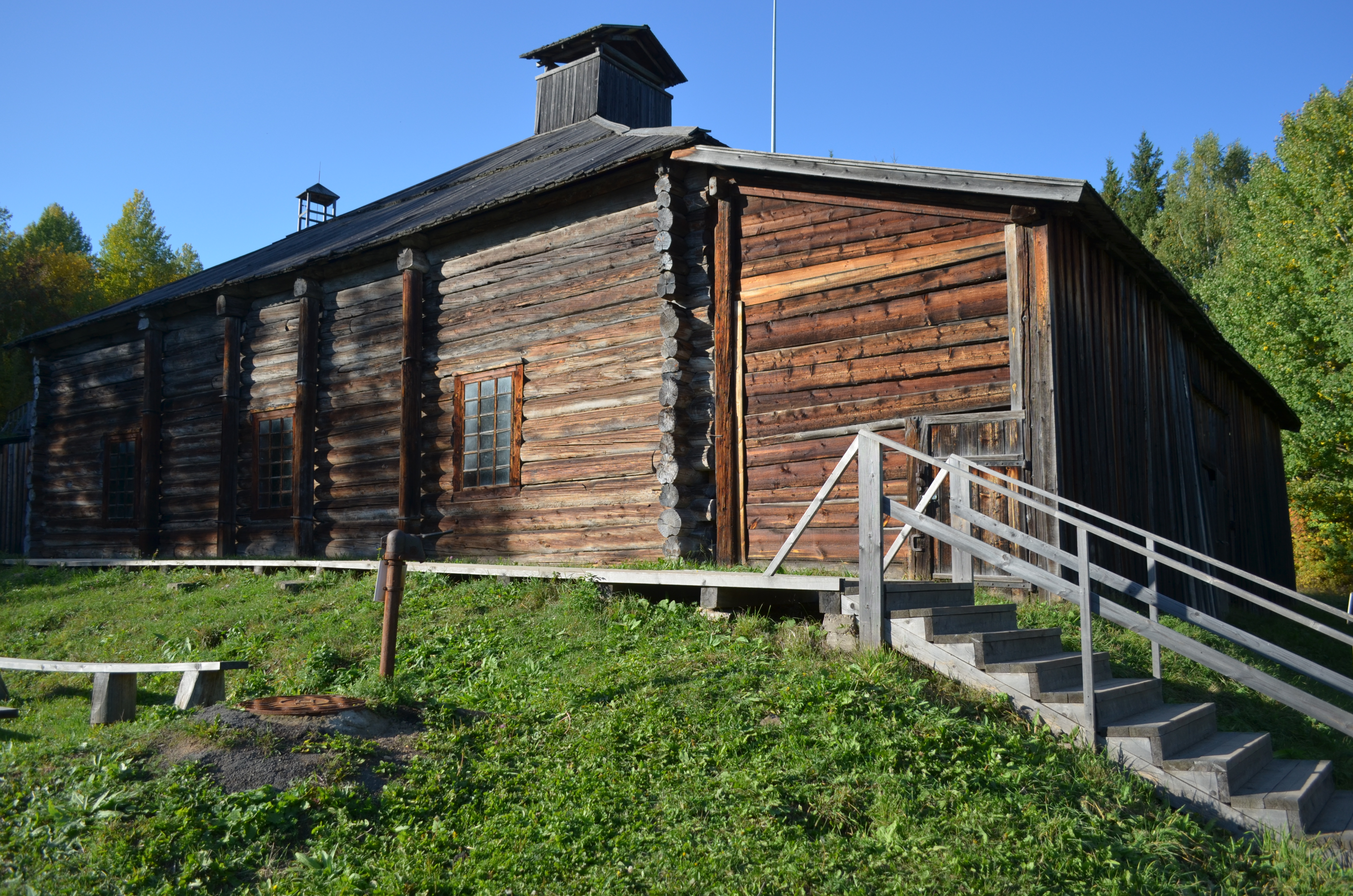
Солеварня
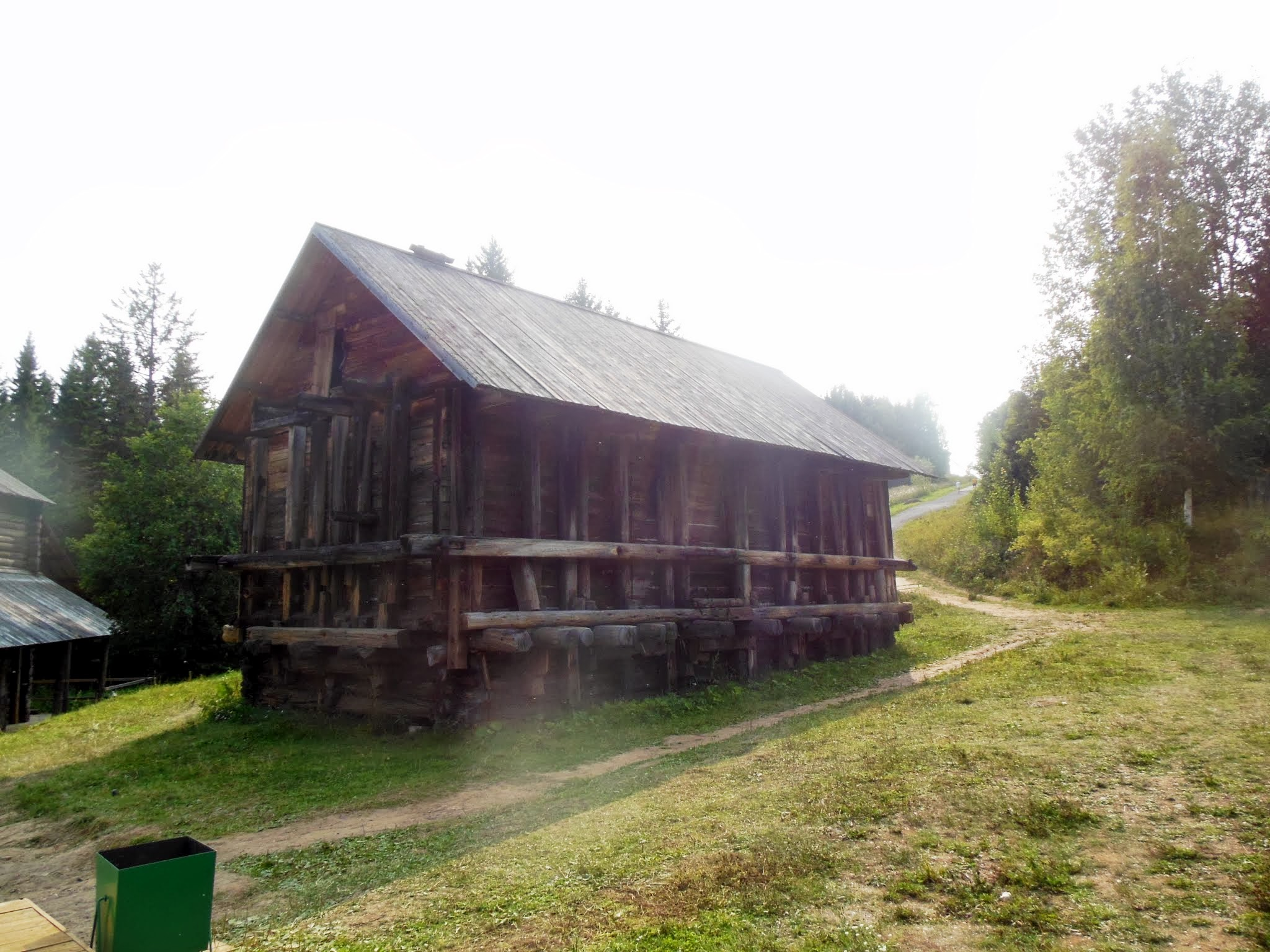
Соляной ларь
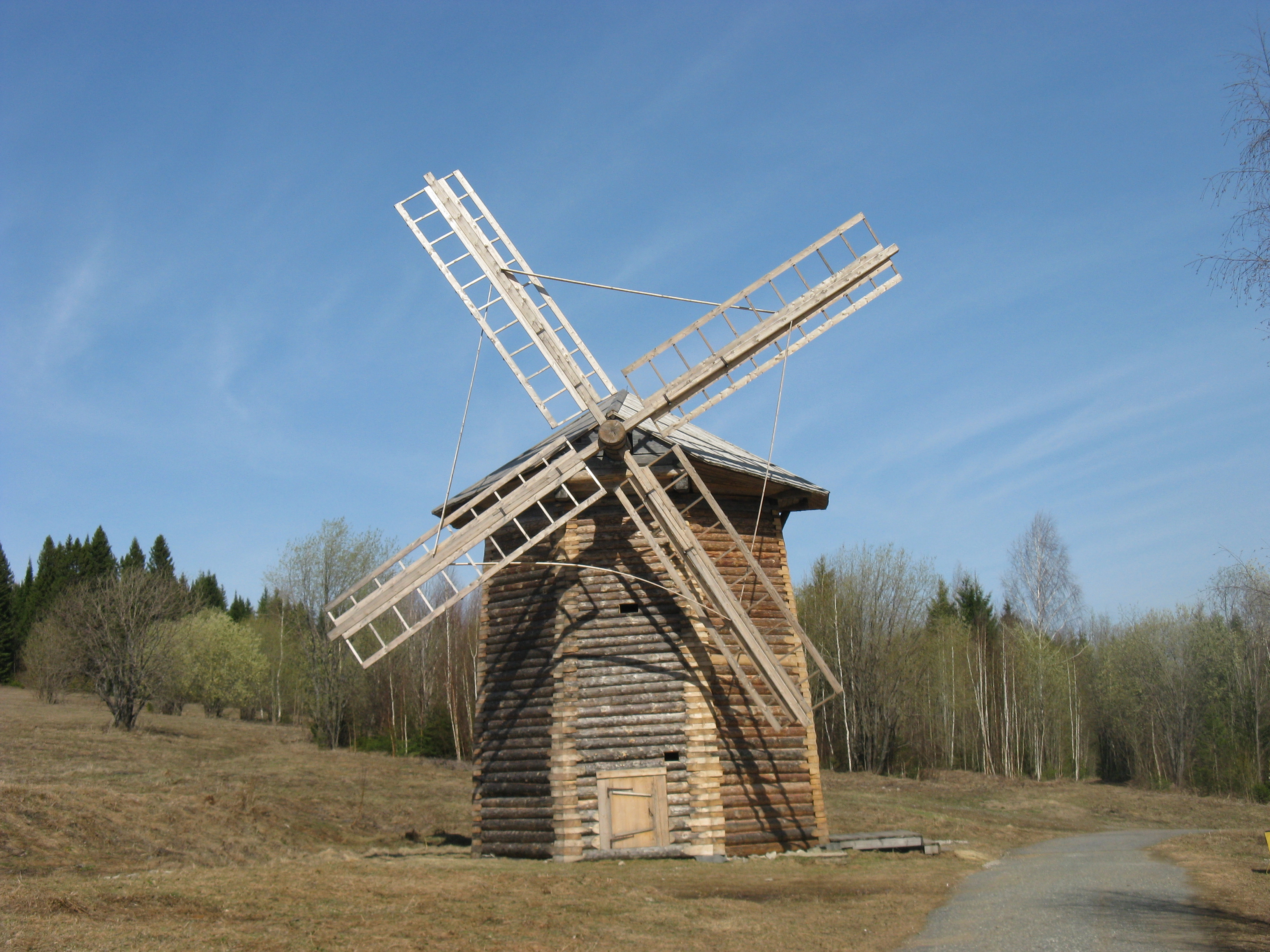
Ветряная мельница
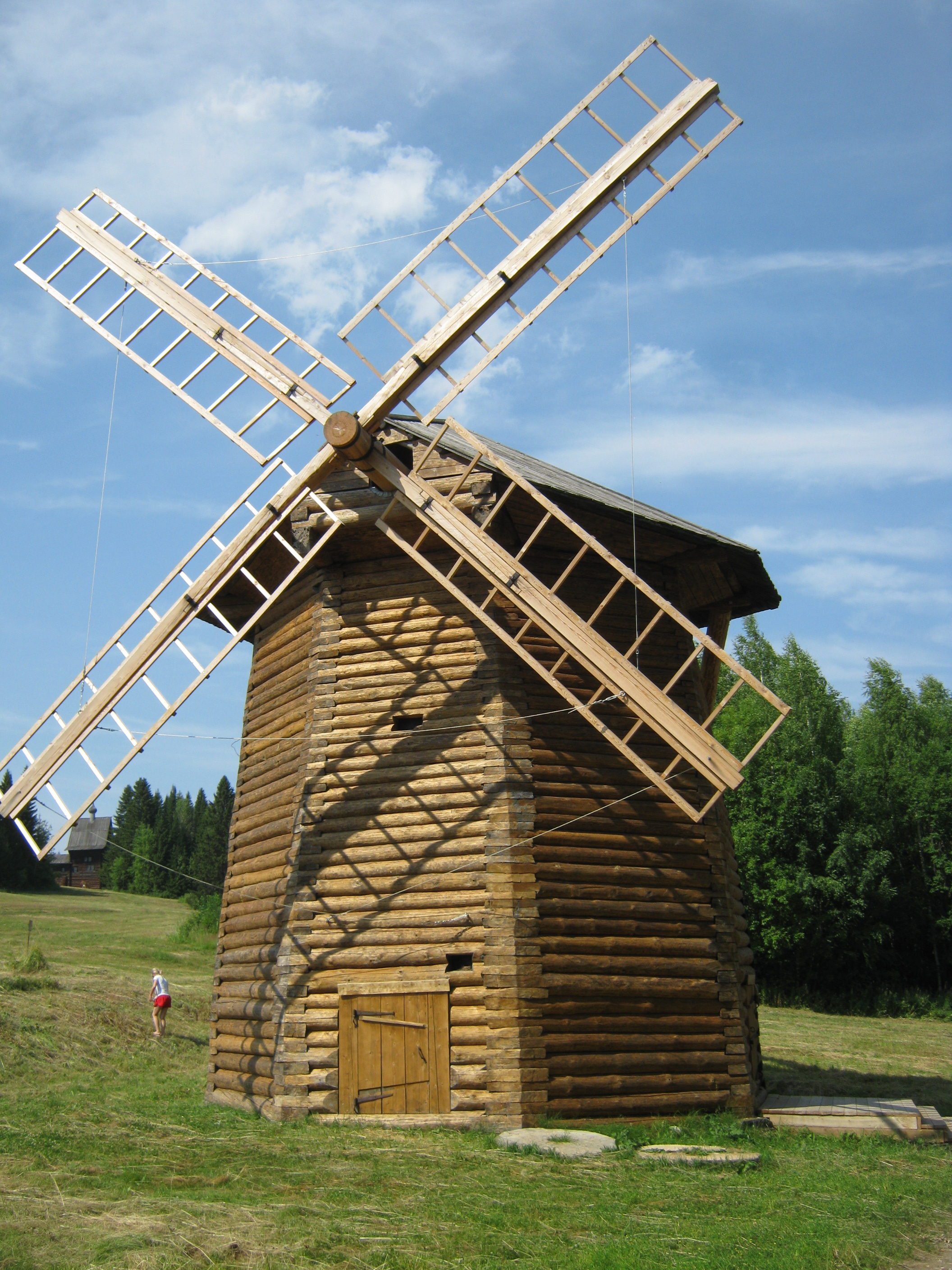
Ветряная мельница
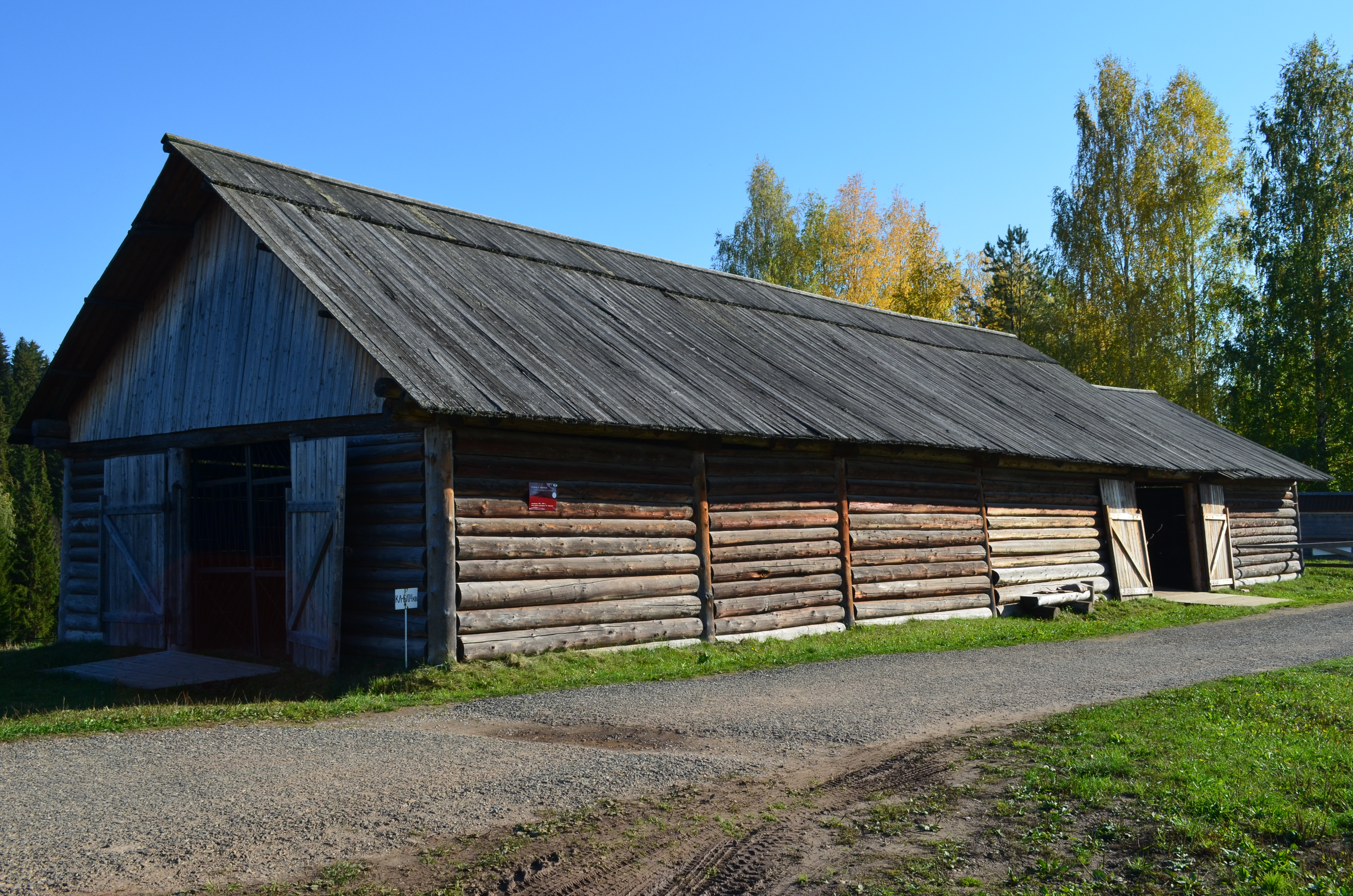
Гумно с овином
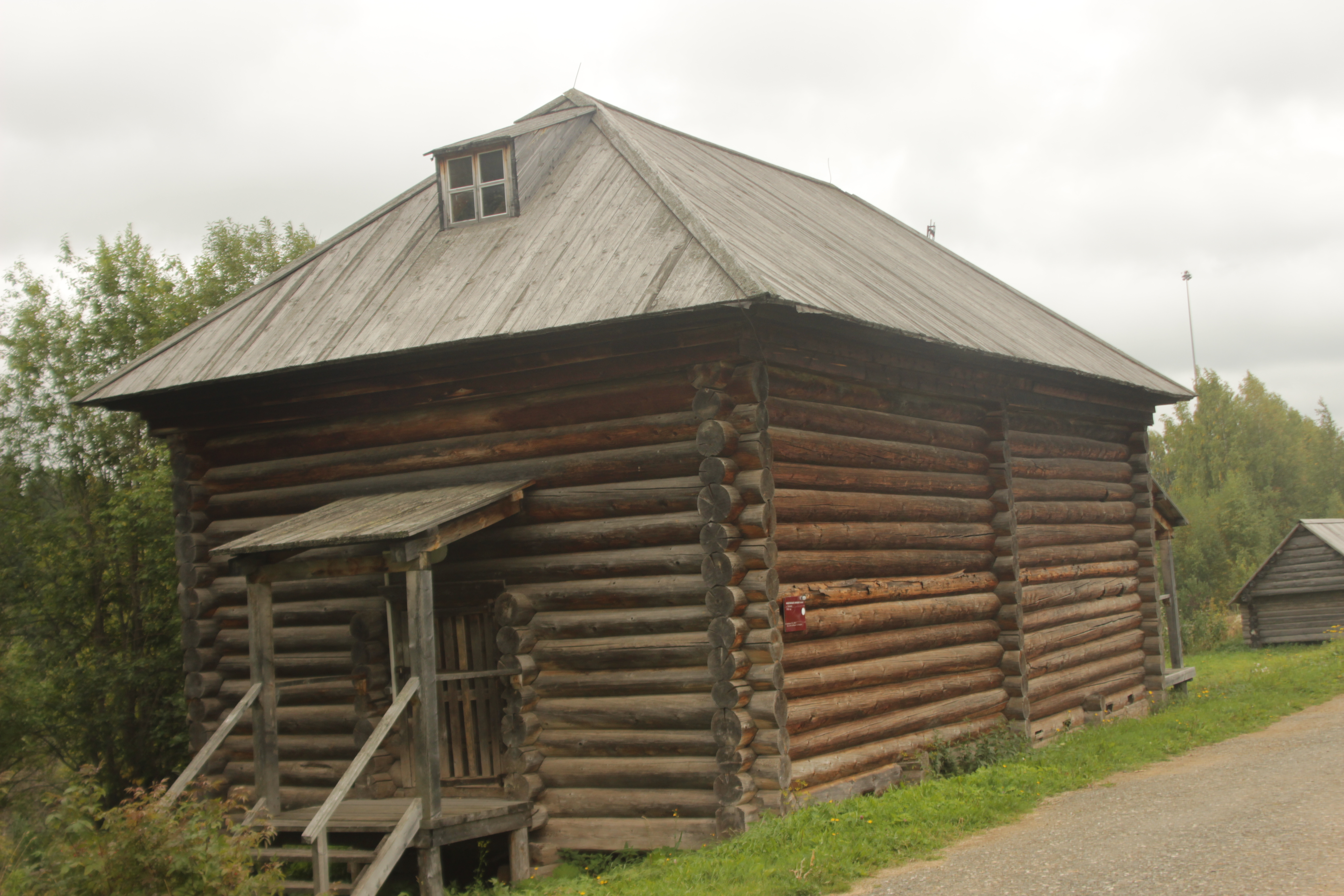
Амбар
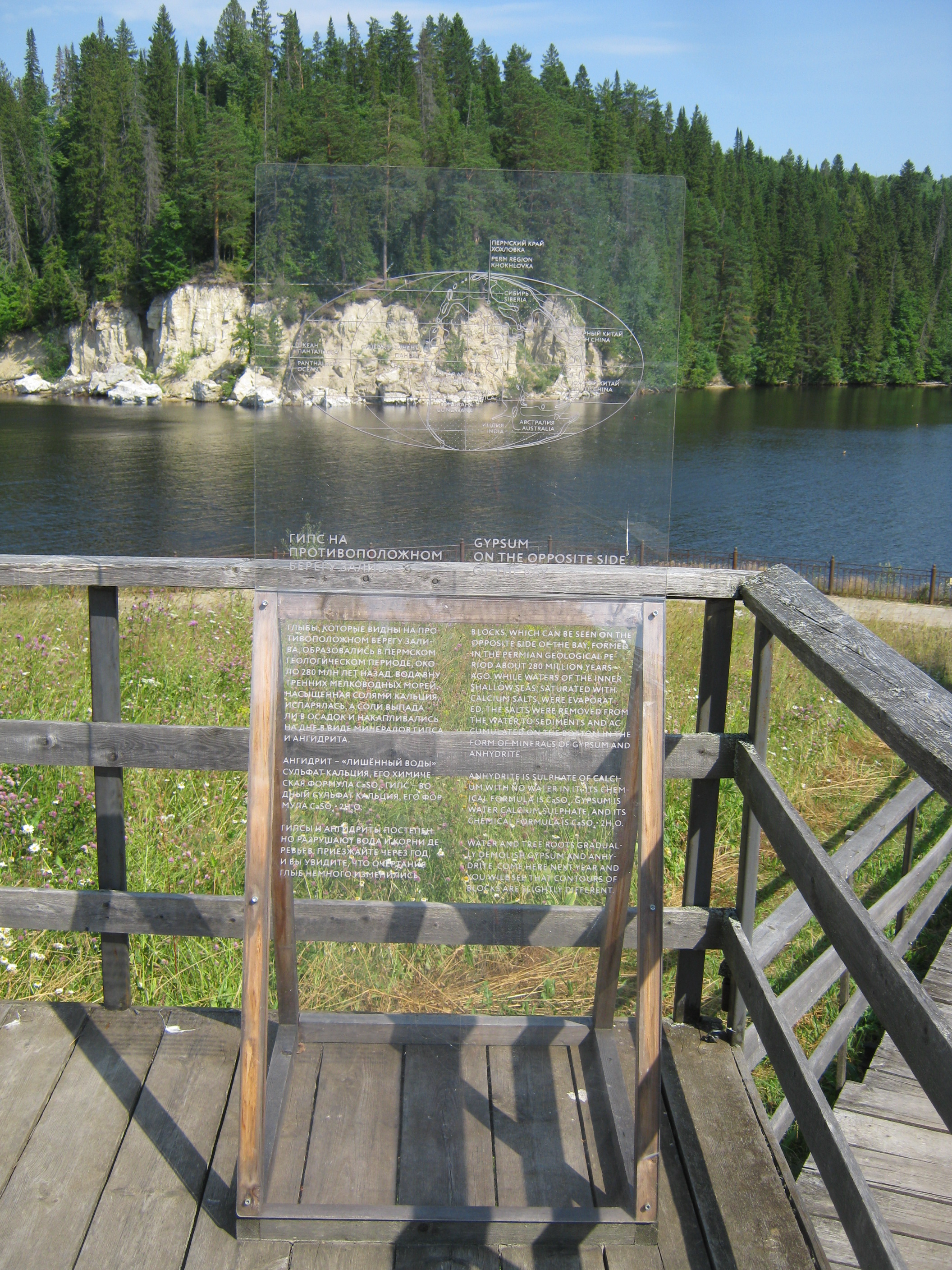
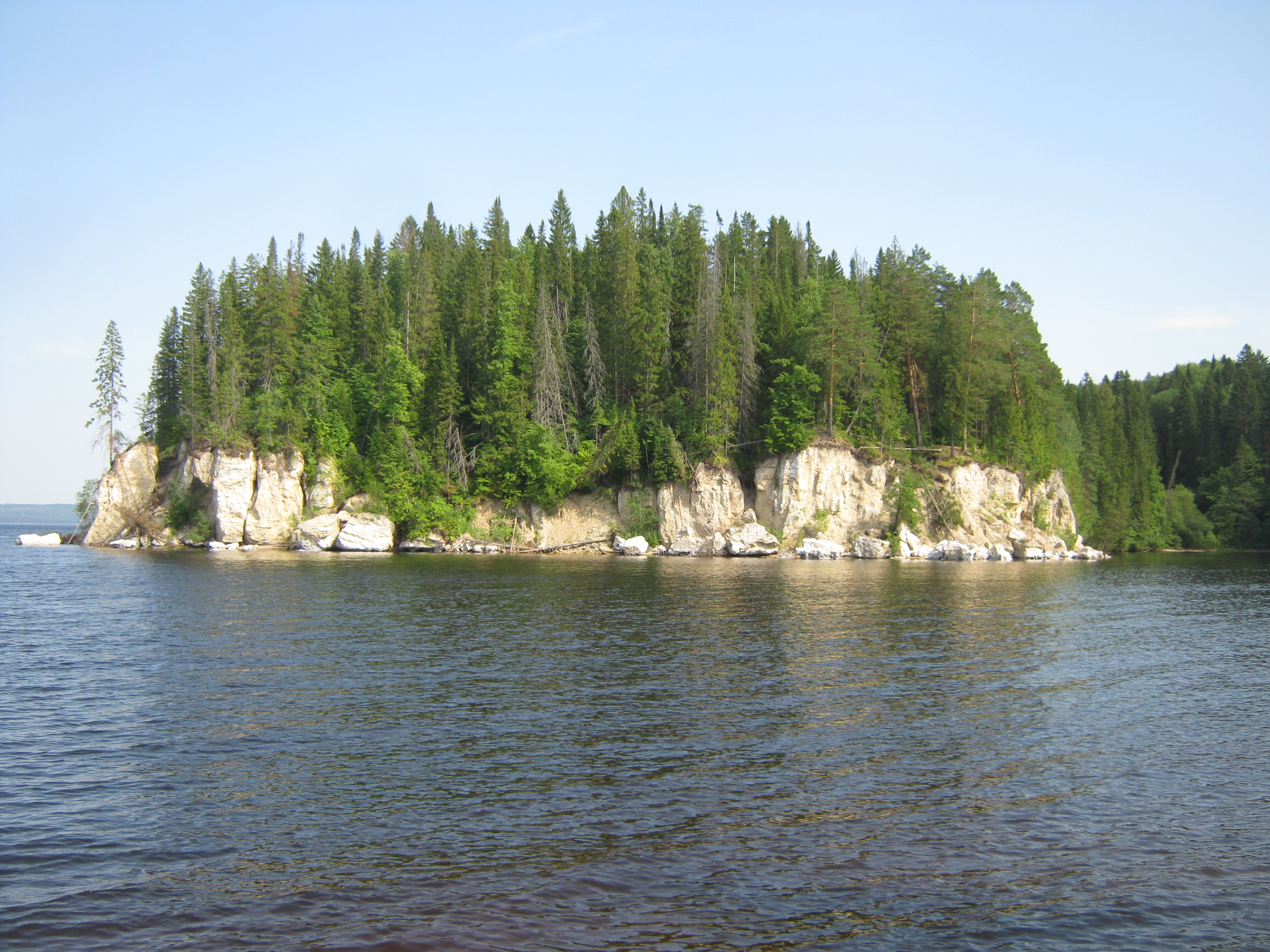
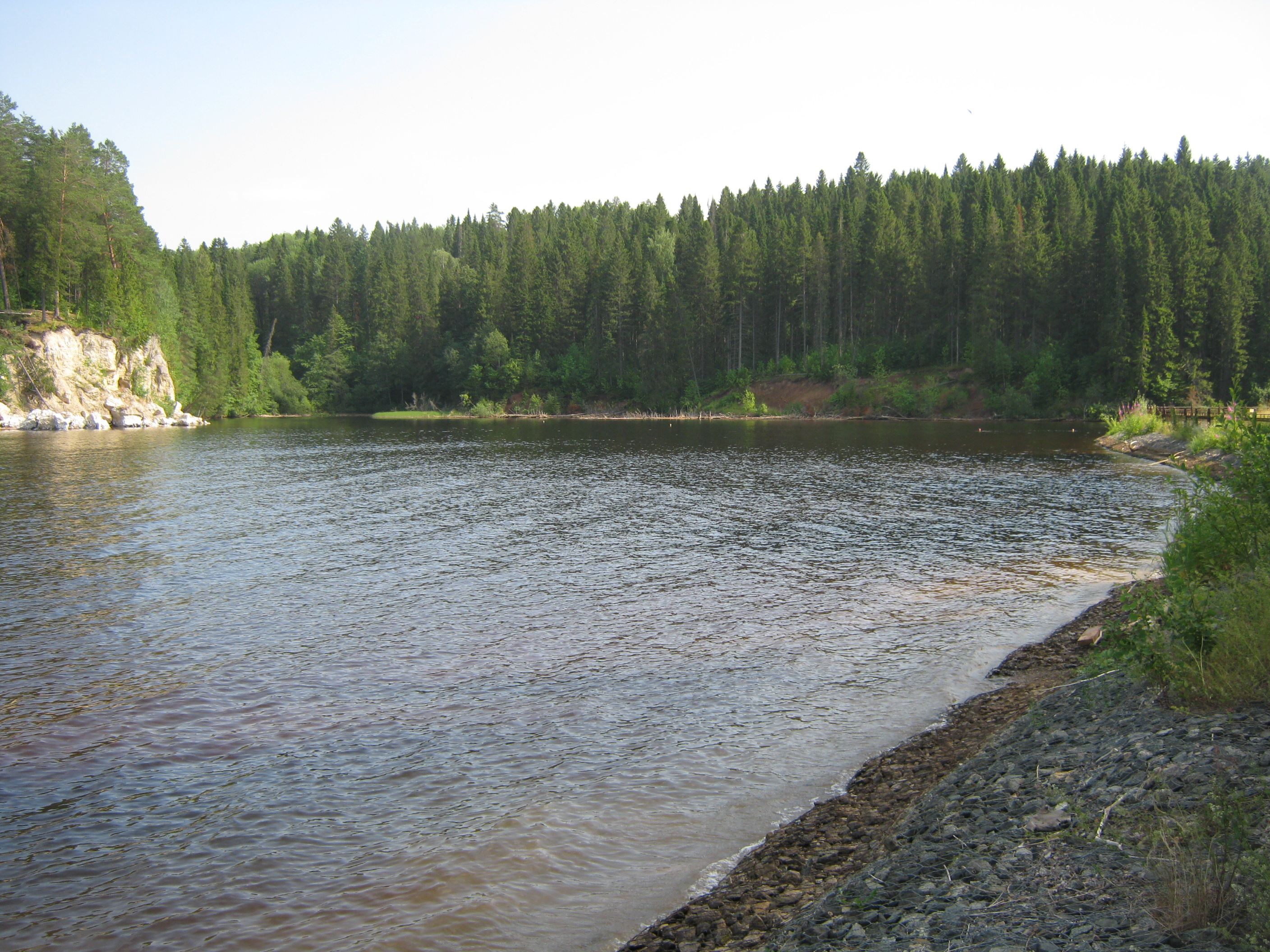
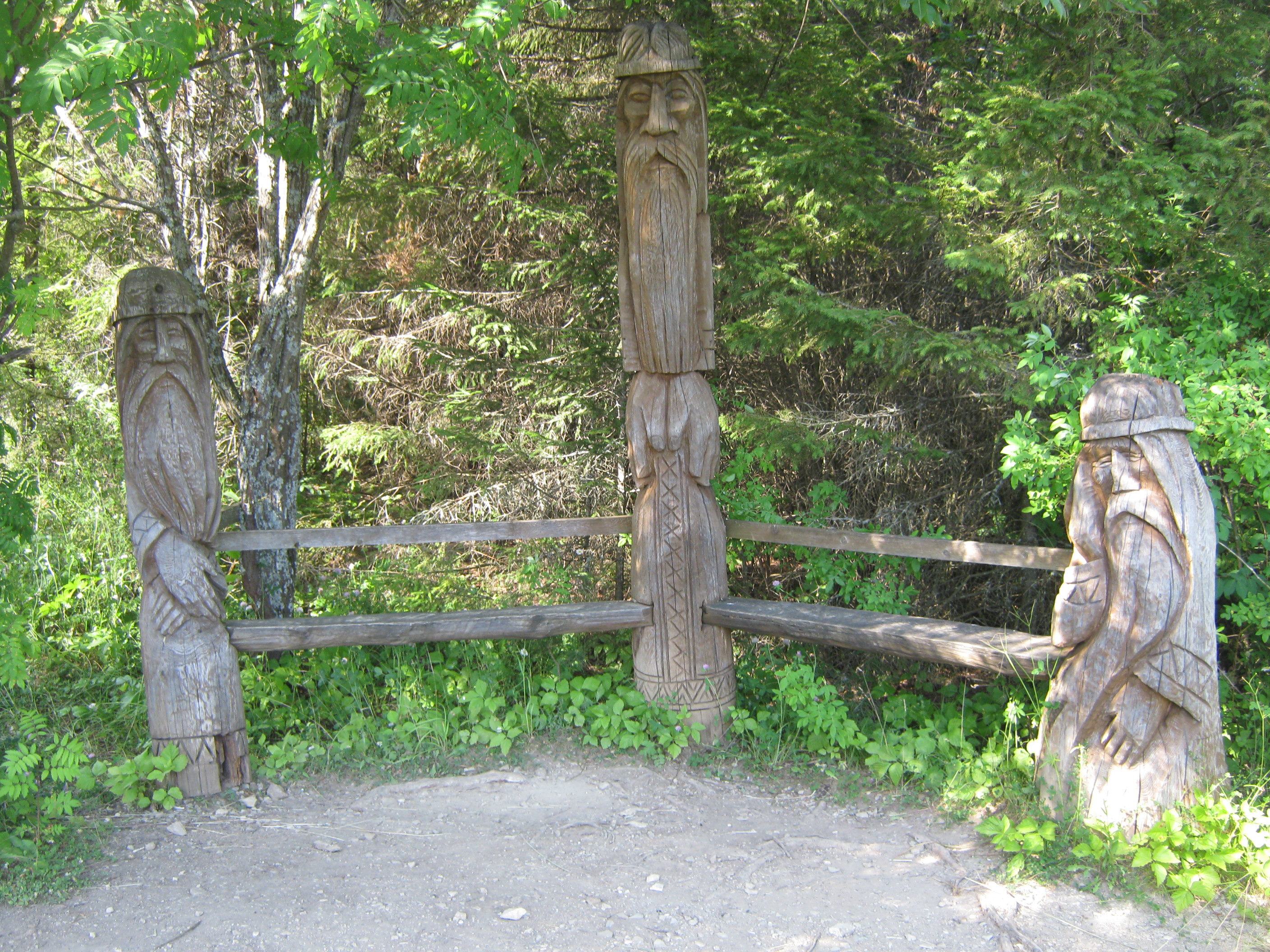
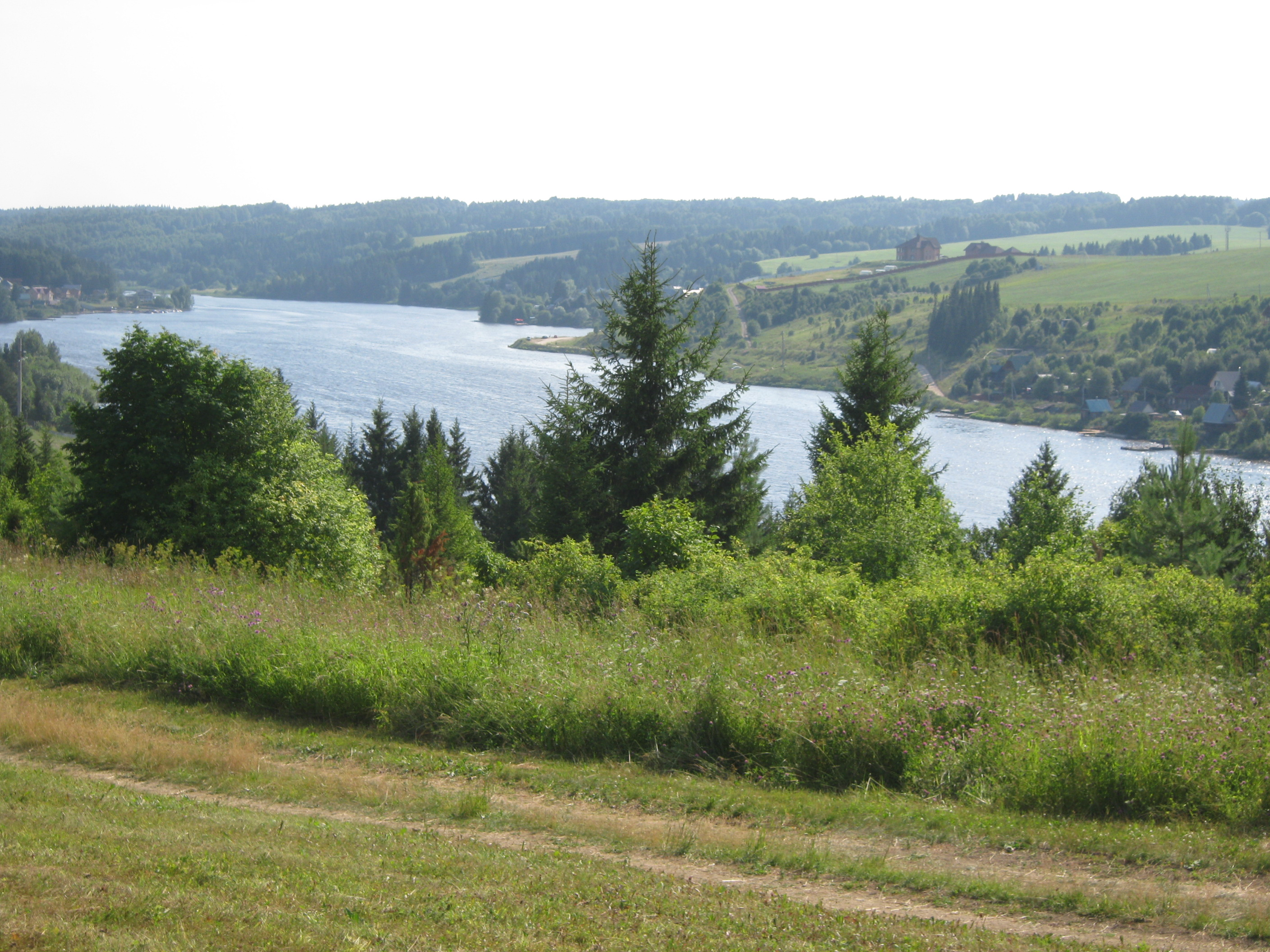
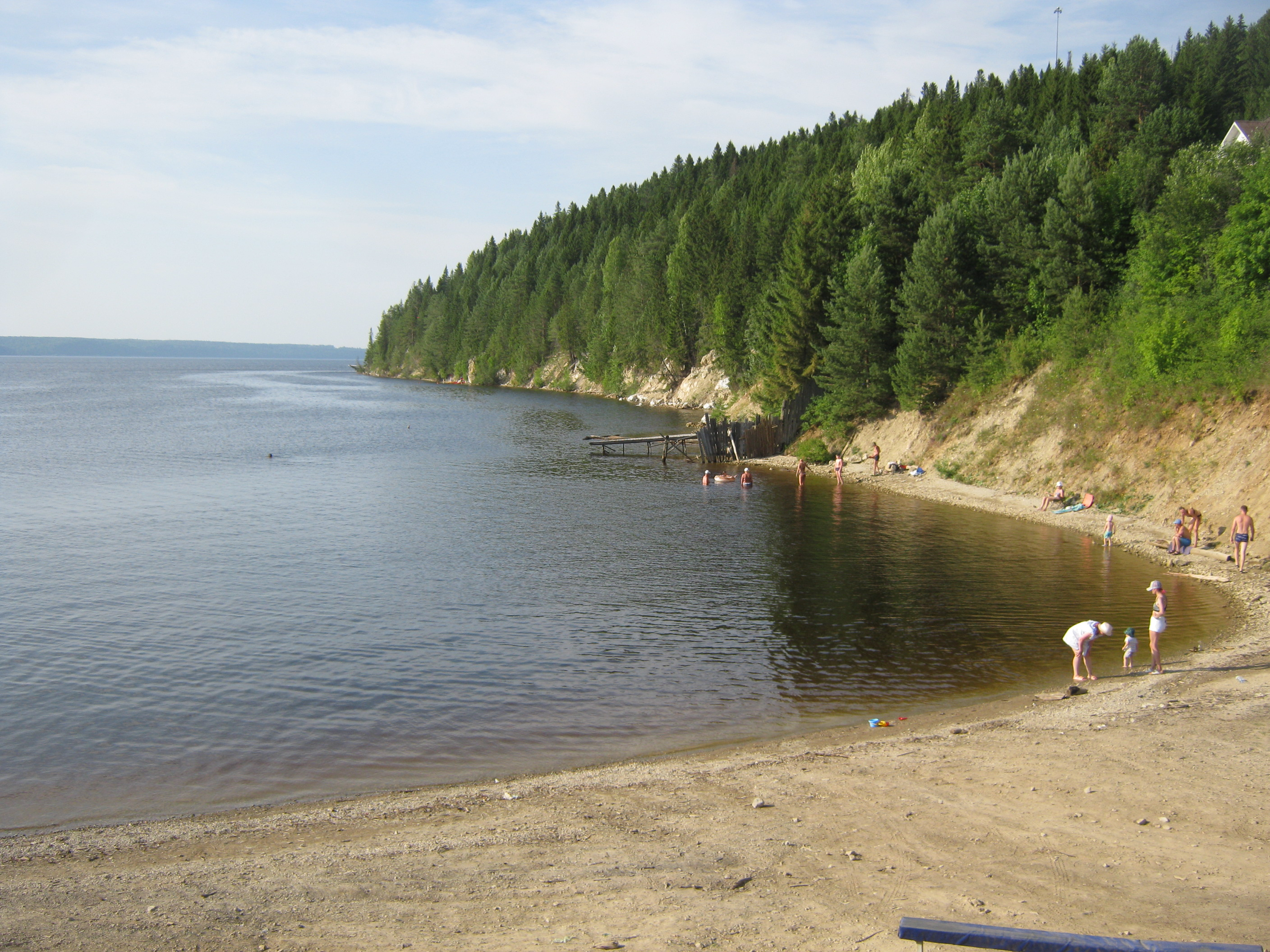